# Pegel Würzburg

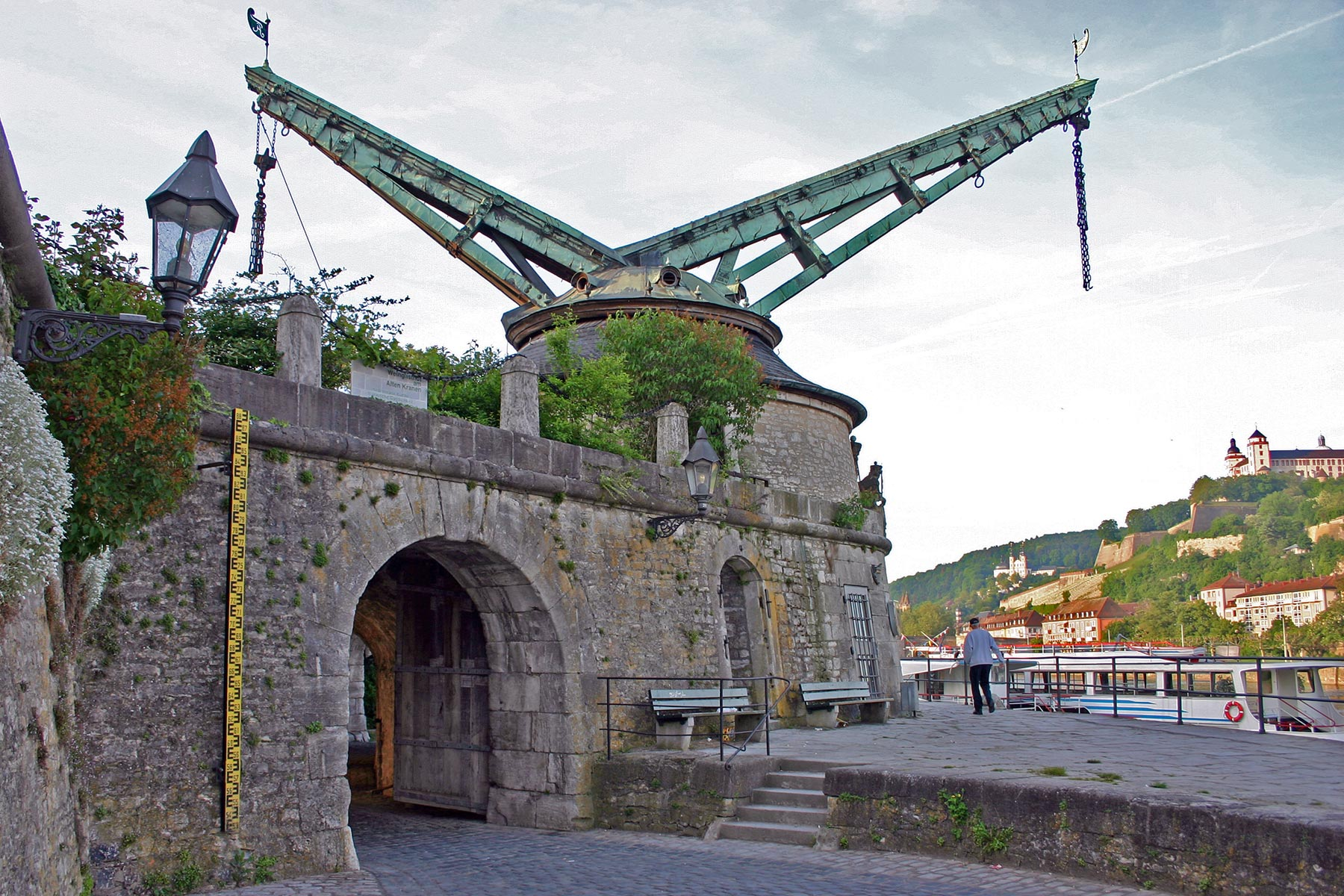
Hochwasserstaffel an der Kranenbastion – Alter Kranen

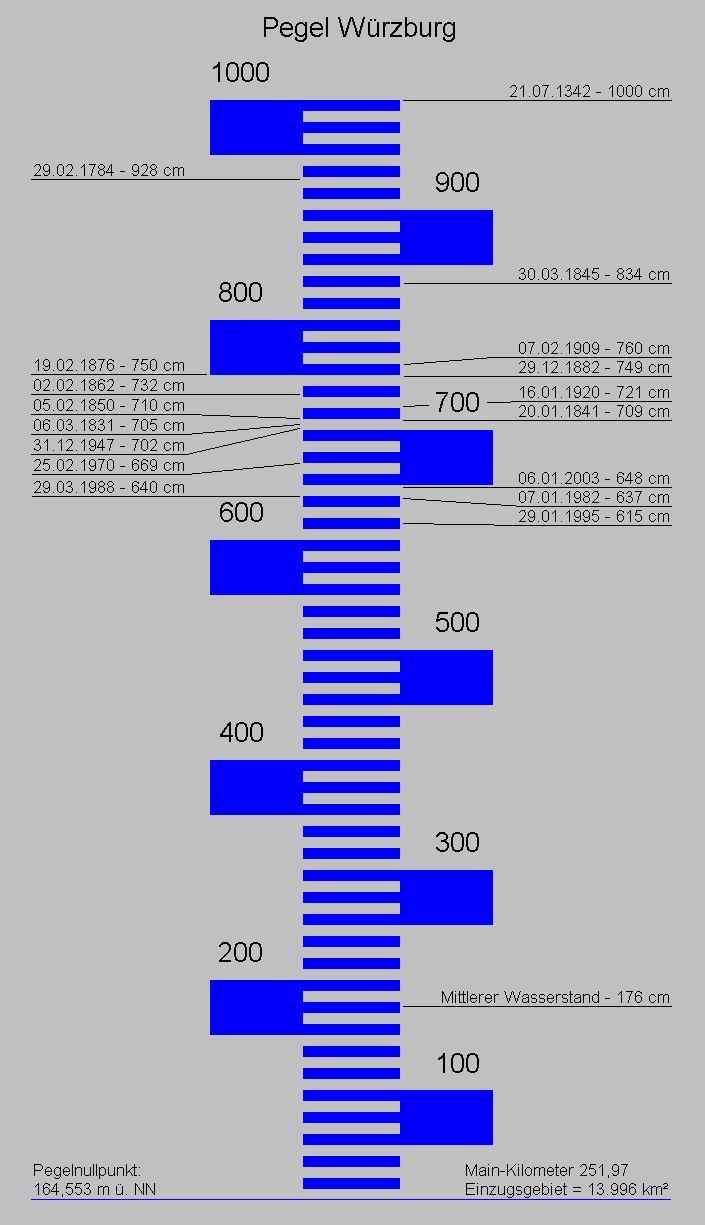
Pegel Würzburg – Hochwasserereignisse am Pegel

Der Pegel Würzburg ist einer von 16 Messpegeln und von acht Richtpegeln am Main und misst den aktuellen Wasserstand, der von großer Bedeutung für die Schifffahrt und die Anwohner ist. Für flussabwärts gelegene ufernahe Regionen dient er im Hochwasserfall als wichtiger Anhaltspunkt, um entsprechende Warnungen auszugeben.
Der Pegel Würzburg liegt ungefähr in der Mitte zwischen Quelle und Mündung des 524 Kilometer langen Mains am Alten Kranen bei Würzburg. Er wird seit Oktober 1823 regelmäßig beobachtet und ist der älteste in Betrieb befindliche Pegel am Main. Der Betreiber ist das Wasserstraßen- und Schifffahrtsamt Schweinfurt (WSA Schweinfurt), das die Daten auch auswertet. Der höchste registrierte Pegelstand stammt vom 30. März 1845 mit 834 Zentimetern, der niedrigste stammt von 1934 mit 116 Zentimetern bei einem Mittelwasserstand von 176 Zentimetern.

## Beschreibung

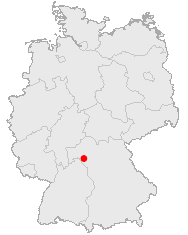
Lage des Pegels Würzburg

Der Pegel Würzburg besteht aus drei Pegelstaffeln, wobei sich die erste Staffel direkt am Alten Kranen befindet. Die zweite Staffel, die Hochwasserstaffel, liegt an der Kranenbastion, die unmittelbar an den Alten Kranen grenzt. Eine dritte Hochwasserstaffel besteht seit 1823 an der Alten Mainbrücke. Der Pegel umfasst zusätzlich einen Schreibpegel und ein Messwertansagegerät. Mit den Aufzeichnungen wurde 1823 begonnen, damit ist er der älteste in Betrieb befindliche Pegel am Main. Im Zuge der Stauregelung wurde in den 1930er-Jahren der noch ältere Pegel Lohr bei Main-Kilometer 197,97 aufgegeben.
Die zuverlässige Erfassung und Auswertung von Wasserständen bilden die Grundlage für alle gewässerkundlichen Arbeiten am Fluss. Dazu gehören gewissenhafte Abflussmessungen bei unterschiedlicher Wasserführung. Durch das Verhältnis zwischen Wasserstand und Abfluss können die Wasserstände nach den Abflussmengen berechnet und in der Abflusskurve wiedergegeben werden. Die genaue Kenntnis des Abflussgeschehens ist die Voraussetzung für den Betrieb, die Unterhaltung und den Aus- und Neubau der Wasserstraße, für die Steuerung der einzelnen Anlagen am Fluss, insbesondere der Staustufen mit Wehr und Wasserkraftwerk, für die Schifffahrt zur Ermittlung der Fahrwasserverhältnisse und der Disposition der Abladetiefe sowie für den Hochwassernachrichtendienst für die Schifffahrt und die Anlieger, die in bedrohten Gebieten leben.
Die Messwerte werden an den Schreibpegel bei der Wasser- und Schifffahrtsdirektion Süd (WSD Süd) und an die Bundesanstalt für Gewässerkunde (BfG) in Koblenz übertragen sowie über einen automatischen Anrufbeantworter, der die Messwerte in Sprache umwandelt, bereitgestellt, über den Mainschiffer oder Interessierte sich über Pegelstand und Tendenz informieren können. Der Pegel wird im Netz der bundesweiten Messstellen mit der Nummer 24042000 geführt.

### Lage

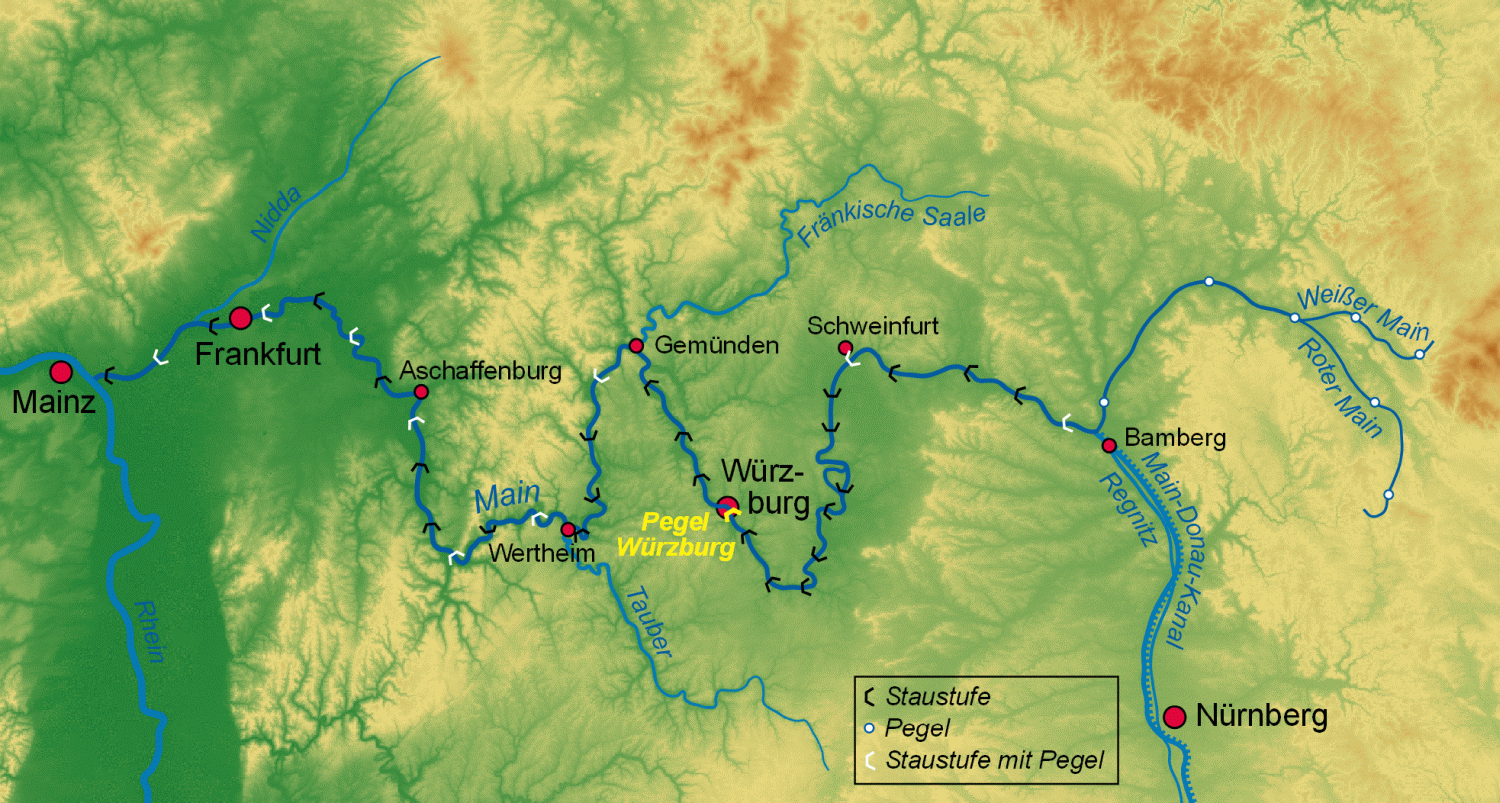
Lage des Pegels Würzburg im Bezug zum Main

Der Pegel liegt bei Main-Kilometer 251,97, das Einzugsgebiet oberhalb des Pegels beträgt 13.995,76 km². Der Pegelnullpunkt liegt 164,553 Meter über Normalnull. Das Stauziel der flussabwärts gelegenen Staustufe Erlabrunn ist 165,78 Meter über Normalnull hoch, was einem Pegelstand von 123 Zentimetern entspricht.
Der Pegel Würzburg ist für die Schifffahrt ein wichtiger Richtpegel und umfasst den Flussabschnitt von der Schleuse Harrbach bis zur Schleuse Marktbreit, Main-Kilometer 219,47 bis 275,68. Dieser Abschnitt wird jährlich von etwa 9000 Frachtschiffen, die neun Millionen Tonnen Fracht transportieren, genutzt. Der Pegel wird flussabwärts vom Pegel Steinbach bei Main-Kilometer 200,52 und flussaufwärts vom Pegel Schweinfurt – Neuer Hafen, Main-Kilometer 330,78 abgelöst. Flussaufwärts liegt als Nächstes der Pegel Astheim bei Main-Kilometer 311,20.

### Hauptwerte
| Wasserstände (Jahresreihe 1994–2003) | Wasserstände (Jahresreihe 1994–2003) | Wasserstände (Jahresreihe 1994–2003) | Wasserstände (Jahresreihe 1994–2003) | Wasserstände (Jahresreihe 1994–2003) |
| Hauptwerte der Jahresreihe           | Hauptwerte der Jahresreihe           | Winter                               | Sommer                               | Jahr                                 |
| ------------------------------------ | ------------------------------------ | ------------------------------------ | ------------------------------------ | ------------------------------------ |
| NW                                   | niedrigstes Tagesmittel              | 135 cm                               | 137 cm                               | 135 cm                               |
| MNW                                  | mittleres jährliches Niedrigwasser   | 145 cm                               | 141 cm                               | 141 cm                               |
| MW                                   | mittlerer Wasserstand                | 197 cm                               | 155 cm                               | 176 cm                               |
| MHW                                  | mittleres jährliches Hochwasser      | 480 cm                               | 246 cm                               | 503 cm                               |
| HW                                   | höchster Wasserstand                 | 648 cm                               | 482 cm                               | 648 cm                               |

| Abflüsse (Jahresreihe 1989–2003) | Abflüsse (Jahresreihe 1989–2003)   | Abflüsse (Jahresreihe 1989–2003) | Abflüsse (Jahresreihe 1989–2003) | Abflüsse (Jahresreihe 1989–2003) |
| Hauptwerte der Jahresreihe       | Hauptwerte der Jahresreihe         | Winter                           | Sommer                           | Jahr                             |
| -------------------------------- | ---------------------------------- | -------------------------------- | -------------------------------- | -------------------------------- |
| NQ                               | niedrigstes Tagesmittel            | 26,3 m³/s                        | 29,0 m³/s                        | 26,3 m³/s                        |
| MNQ                              | mittleres jährliches Niedrigwasser | 67,3 m³/s                        | 56,9 m³/s                        | 56,2 m³/s                        |
| MQ                               | Mittlerer Abfluss                  | 160 m³/s                         | 84,6 m³/s                        | 122 m³/s                         |
| MHQ                              | mittleres jährliches Hochwasser    | 664 m³/s                         | 242 m³/s                         | 696 m³/s                         |
| HQ                               | höchster Abfluss                   | 1390 m³/s                        | 786 m³/s                         | 1390 m³/s                        |

Die gemessenen Werte am Pegel Würzburg werden im hydrologischen Jahr zusammengefasst, das vom 1. November des vorherigen Jahres bis zum 31. Oktober dauert. Die Monate November bis April umfassen das Winterhalbjahr und die Monate Mai bis Oktober das Sommerhalbjahr. Im Gegensatz zur kalendarischen wählte man diese Einteilung, um in der Jahresbilanz die Niederschläge erfassen zu können, die bereits im November oder Dezember als Schnee oder Eis gespeichert wurden und erst bei wärmerer Witterung im folgenden Jahr abfließen können. Die Wasserstände und Abflüsse von mehreren Jahren fasst man zusammen, um sie mit anderen Pegeln zu vergleichen und sie für die Schifffahrtsstraße, die Betreiber und Anwohner zu nutzen. Wegen der Zusammenlegung mehrerer Werte fallen Extremwerte nicht so auf und die Mittelwerte sind ausgeglichener.
Der Main hatte am Pegel Würzburg im Zeitraum von 1994 bis 2003 einen durchschnittlichen Wasserstand von 176 Zentimetern. Der Wasserstand schwankt im Jahresverlauf und beträgt im Winter durchschnittlich 197, im Sommer 155 Zentimeter. Der höchste Wasserstand am Pegel Würzburg wurde am 30. März 1845 mit 834 Zentimeter Pegelhöhe und einem Abfluss von 2170 m³/s gemessen. Ein noch extremeres Hochwasser, von dem es eine Markierung in Würzburg gibt, ereignete sich am 29. Februar 1784 mit einer Höhe von 863 Zentimetern bei einem Abfluss von 2600 m³/s. Den niedrigsten Wasserstand hatte der Main 1934 mit 116 Zentimetern. Der absolut niedrigste Wasserstand, bedingt durch eine Stausenkung der Staustufe Erlabrunn, herrschte mit 87 Zentimetern am 3. September 1953. Der geringste Abfluss war im Jahr 1964, als nur noch 12,2 m³/s abflossen. Der durchschnittliche jährliche Abfluss für den Zeitraum von 1989 bis 2003 betrug 122, im Winter 160 und im Sommer 84,6 m³/s. Der durchschnittliche Wasserstand im Zeitraum von 1824 bis 1998 lag bei 223 Zentimetern bei einem Abfluss von 107 m³/s.

### Pegeländerungen
| Pegeländerungen    | Pegeländerungen    | Pegeländerungen      | Pegeländerungen |
| Zeitraum           | Zeitraum           | Höhe über Normalnull |                 |
| vom                | bis                | Höhe über Normalnull |                 |
| ------------------ | ------------------ | -------------------- | --------------- |
| 1. Oktober 1823    | 10. September 1842 | 166,766 m            |                 |
| 11. September 1842 | 30. Juni 1887      | 166,693 m            |                 |
| 1. Juli 1887       | 31. Juli 1955      | 165,556 m            |                 |
| 1. August 1955     | heute              | 164,553 m            |                 |

Der Pegelnullpunkt musste seit 1823 mehrmals tiefer gelegt werden, damit er immer unter dem niedrigsten Wasserstand lag. Dies war erforderlich, da der Wasserspiegel durch die natürliche Eintiefung der Flusssohle und die verschiedenen Ausbaumaßnahmen zur besseren Schiffbarkeit absank. Der Pegel wurde dreimal um insgesamt 221,3 Zentimeter tiefer gelegt. Ohne diese Tieferlegung würde die Pegellatte heute bei Mittelwasser nicht mehr in das Wasser reichen. Die Wasserstandslinien wurden von 1. Oktober 1823 bis zum 31. März 1872 noch mit den damals gebräuchlichen Messeinheiten Fuß, Zoll und Linien gemessen. Zur Auswertung der alten Pegelmaße wurden diese auf das metrische System und auf die für heute gültigen Pegelwerte umgerechnet.

### Abflussmessungen

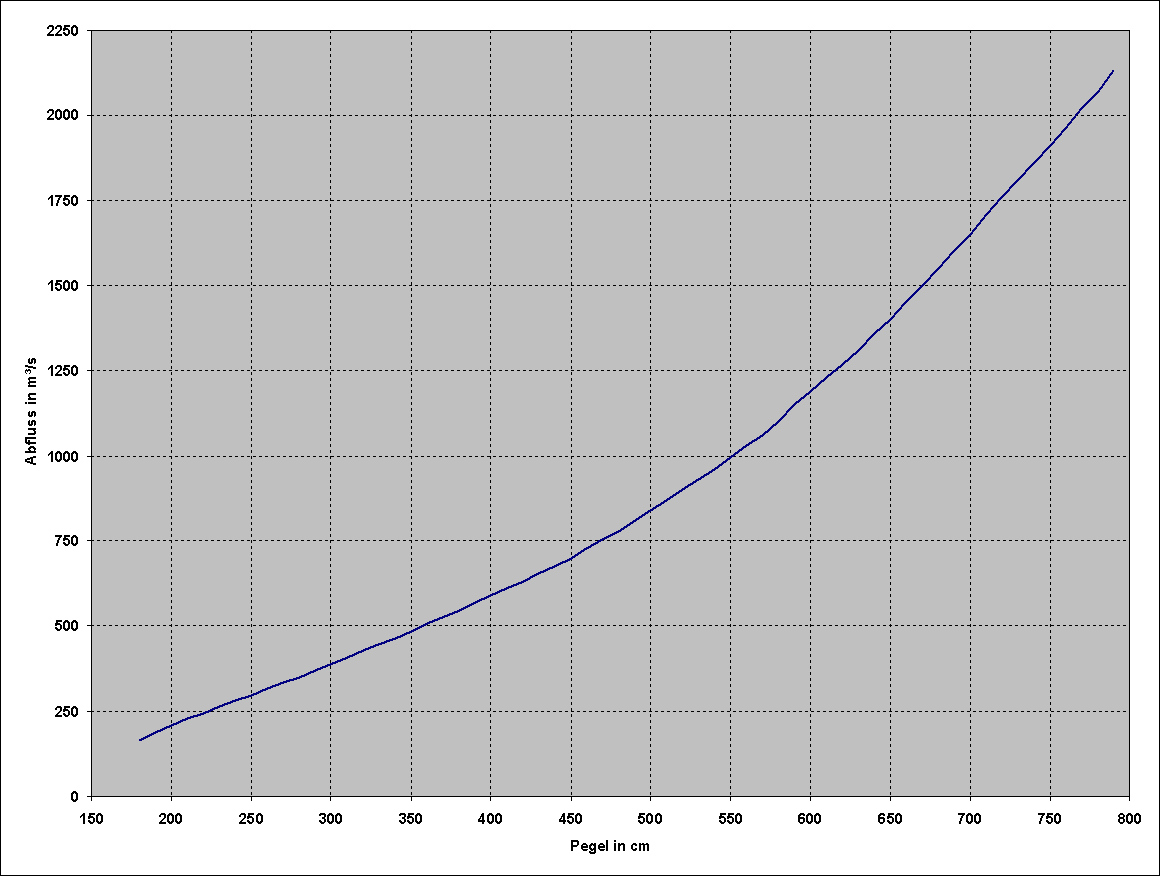
Abflusskurve

Die ältesten bekannten Abflussmessungen am Main stammen aus dem Jahre 1849 im Bereich Wertheim und Aschaffenburg. Diese Messungen können aber nicht für Untersuchungen in Würzburg herangezogen werden, weil dort der Main ein viel größeres Einzugsgebiet umfasst. Im näheren Bereich fanden am 3. Oktober 1850 in Schonungen die ersten Messungen statt. In Staffelbach, Laudenbach, Wernfeld, Obertheres und Gemünden am Main folgten Messungen in den Jahren 1867 und 1868 mit einem Woltmann-Flügel, einem Tourenzähler, der drei Minuten lang in das Wasser gehalten wurde. Anhand der Fließgeschwindigkeit des Wassers und dem Flussquerschnitt der Messstelle wurde der Abfluss ermittelt.
Diese alten Messungen sind für Würzburg besonders wertvoll, weil sie noch den ursprünglichen Zustand des Mains in Würzburg vor der Entfestigung aufzeigen. Unterhalb von Viereth, bei dem Durchstich von Staffelstein, folgten 1877 die nächsten Messungen.
In den Jahren 1880 bis 1886 wurden erstmals neun Messungen in Würzburg durchgeführt, eine davon beim Hochwasser 1880 mit einem Abfluss von 939 m³/s. Diese Messungen gestalteten sich allerdings schwierig. Zum Spannen des Seiles für den Woltmann-Flügel von einem zum anderen Ufer mussten schriftliche Genehmigungen der Stadt und der bayerischen Militärverwaltung eingeholt werden. Die Stadt war der Eigentümer der Mauer am städtischen Holzhof am rechten Flussufer und das Militär besaß die Festungsmauer am linken Ufer.
In den Jahren 1884 bis 1886 erfolgten auch in Schweinfurt insgesamt acht Abflussmessungen, die mit einer beachtlichen Präzision und großer Sorgfalt durchgeführt wurden.
In Würzburg liegen für den Zeitraum von 1900 bis 1934 18 Abflussmessungen vor, darunter eine Serie von acht Abflussmessungen vom Hochwasser Anfang November 1924. Aus der Zeit nach Fertigstellung der Staustufe in Erlabrunn, des darauffolgenden Einstaus des Pegels Würzburg und der Teilausbaggerung der Schifffahrtsrinne 1938 und 1939 sind drei Messungen vorhanden.
Vom Zwischenzustand des Mains in den Jahren 1939 bis 1952 liegen 21 Messungen vor. Nach den Bauarbeiten, die in Würzburg 1954 abgeschlossen wurden und zu starken Veränderungen der Wasserstandsverhältnisse führten, wurden bis Ende 1974 insgesamt 57 Abflussmessungen durchgeführt.

#### Abflusstafel
| Abflusstafel – Werte in m³/s | Abflusstafel – Werte in m³/s | Abflusstafel – Werte in m³/s | Abflusstafel – Werte in m³/s | Abflusstafel – Werte in m³/s | Abflusstafel – Werte in m³/s | Abflusstafel – Werte in m³/s | Abflusstafel – Werte in m³/s | Abflusstafel – Werte in m³/s | Abflusstafel – Werte in m³/s | Abflusstafel – Werte in m³/s |
| cm                           | 00                           | 10                           | 20                           | 30                           | 40                           | 50                           | 60                           | 70                           | 80                           | 90                           |
| ---------------------------- | ---------------------------- | ---------------------------- | ---------------------------- | ---------------------------- | ---------------------------- | ---------------------------- | ---------------------------- | ---------------------------- | ---------------------------- | ---------------------------- |
| 100                          |                              |                              |                              |                              |                              |                              |                              |                              | 165                          | 187                          |
| 200                          | 207                          | 227                          | 245                          | 264                          | 280                          | 297                          | 315                          | 333                          | 350                          | 369                          |
| 300                          | 387                          | 407                          | 426                          | 445                          | 465                          | 485                          | 505                          | 525                          | 545                          | 570                          |
| 400                          | 590                          | 610                          | 631                          | 655                          | 675                          | 700                          | 730                          | 755                          | 780                          | 810                          |
| 500                          | 840                          | 870                          | 900                          | 930                          | 960                          | 995                          | 1030                         | 1060                         | 1100                         | 1150                         |
| 600                          | 1190                         | 1230                         | 1270                         | 1310                         | 1360                         | 1400                         | 1450                         | 1500                         | 1550                         | 1600                         |
| 700                          | 1650                         | 1710                         | 1760                         | 1810                         | 1860                         | 1910                         | 1960                         | 2020                         | 2070                         | 2130                         |

Die bekannten Abflussmessungen und die dazugehörenden Wasserstände am Pegel wurden in eine Abflusskurve eingezeichnet. Die Bereiche im Niedrig- und Hochwasserbereich, für die keine Abflusswerte vorliegen, wurden durch Extrapolation ermittelt. Bei dieser Abflusskurve steht jeder Messpunkt auf der Linie für den Abfluss beim entsprechenden Wasserstand.
Zusätzlich werden die Werte der Abflusskurve in der Abflusstafel wiedergegeben. Bei dieser sind links die Wasserstände in Hunderter-Schritten und oben die Zwischenwerte in Zehn-Zentimeter-Schritten angegeben. Auf diese Weise können für die Wasserstände in Zehn-Zentimeter-Schritten die zugehörigen Abflussmengen abgelesen werden. Beispielsweise entspricht ein Wasserstand von 440 Zentimetern einem Abfluss von 675 m³/s.

### Gefällverhältnisse
Der Main hat ein natürliches Gefälle ab Kulmbach, dem Vereinigungspunkt des Weißen und des Roten Mains, von weniger als einem Promille. Unterhalb von Kulmbach beträgt das Gefälle durchschnittlich 1,08 Promille, im Raum Würzburg weniger als 0,5 Promille und im Unterlauf bei Frankfurt am Main nur noch 0,29 Promille. Durch die Staustufen verringerte sich das Fließgefälle. Am Main bestehen 34 theoretisch waagrechte Stauhaltungen. Diese sind jedoch, bedingt durch das ständig nachströmende Wasser in Wirklichkeit nicht waagrecht. Das Stauziel der Schleuse Erlabrunn liegt bei 165,78 Meter über Normalnull. Am Pegel Würzburg entspricht dies einem Pegelstand von 123 Zentimetern. Der tatsächliche Mittelwasserstand am Pegel beträgt 176 Zentimeter. Die Stauhaltung Erlabrunn, an deren oberen Ende der Pegel Würzburg liegt, weist dementsprechend auf einer Länge von elf Kilometern ein Gefälle von 53 Zentimetern auf.
In Relation über die Verhältnisse der Mainflußstrecke des Baubehördenbezirks Würzburg aus dem Jahre 1864 sind die ältesten Angaben über das Wasserspiegelgefälle enthalten. Dort heißt es, dass der Main unterhalb der Alten Mainbrücke auf einer Länge von 2000 Fuß (584 Meter) fast horizontal sei. Das Gefälle habe von der Pleichachmündung an auf einer Länge von 21.000 Fuß (6129 Meter) 10,9 Fuß (3,18 Meter) betragen. Dies entspricht 0,52 Promille.

### Wasserspiegelfixierungen
Aus dem Jahre 1869 stammt die früheste Wasserspiegelfixierung bei Niedrigwasser. Das Gefälle von der Pleichachmündung bis zur Alten Mainbrücke wird mit höchstens zwei bis drei Zentimetern als sehr gering angegeben. Beim Ablauf verschiedener Hochwasserwellen im Jahre 1882 wurden erstmals mehrere Scheitelfixierungen an beiden Ufern durchgeführt. Hierbei zeigte sich der ungünstige Einfluss des wenige Jahre vorher erbauten Alten Hafens. Die Messung zeigte ein vergrößertes Wasserspiegelgefälle gegenüber dem früheren Zustand.
Für den Durchgang der Hochwasserwellen in den Jahren 1909, 1947 und 1970 sind noch weitere Wasserspiegelfixierungen vorhanden. Auch bei geringeren Wasserführungen liegen solche vor. Sie stammen sowohl aus der Zeit vor als auch nach dem Ausbau des Mains zur Großschifffahrtsstraße.

## Geschichte

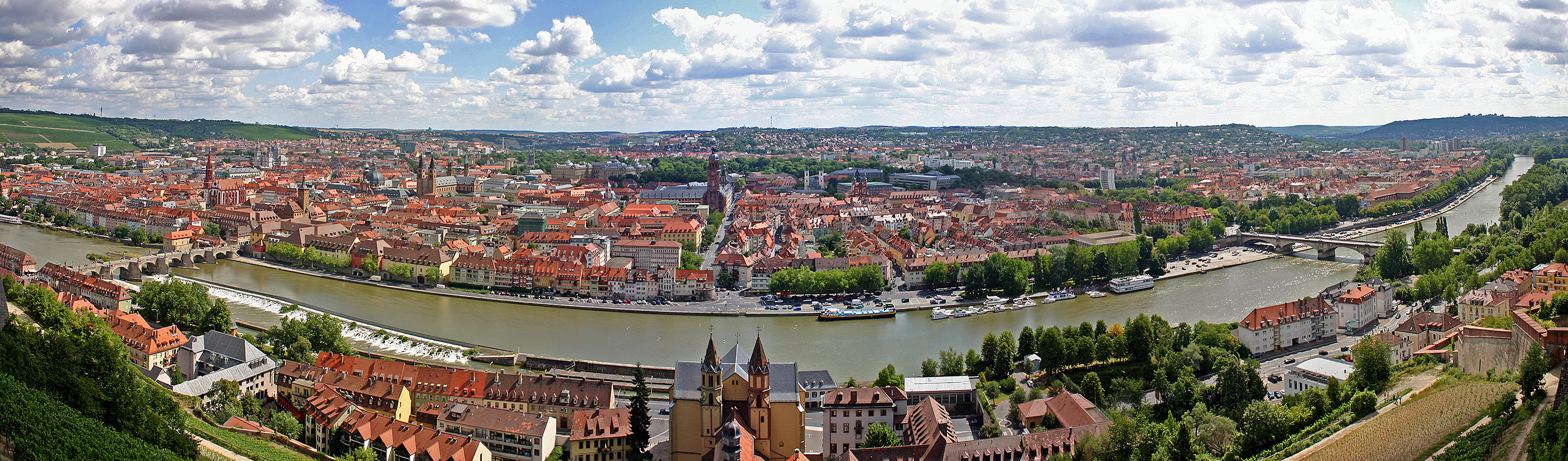
Main oberhalb des Alten Kranes bis zur Ludwigsbrücke

In Bayern werden seit Beginn des 19. Jahrhunderts regelmäßige Beobachtungen des Wasserstandes durchgeführt. Das damalige Finanzministerium erließ am 19. Mai 1821 eine allgemeine Anordnung zum Aufbau eines Pegelnetzes an allen schiff- und flößbaren Flüssen. Dieses erste Messnetz umfasste bis 1826 65 Messpegel, wobei der Wasserstand an den Stationen einmal täglich abgelesen wurde. Vereinzelt erfolgten bei Hochwasser Zwischenbeobachtungen. Das bayerische Netz ist bis heute auf über 700 Messstellen angewachsen, wovon mehr als 300 in den Hochwassernachrichtendienst eingebunden sind.
Wann der Pegel Würzburg errichtet wurde, ist nicht genau bekannt. Die ersten Aufzeichnungen stammen vom Oktober 1823. Im Jahre 1823 bestand der Pegel Würzburg aus zwei senkrechten Pegellatten, bis 1872 mit der damals gebräuchlichen Fuß- und Zolleinteilung. Die erste Staffel befand sich in einer Treppennische am rechten Ufer des Mains, 70 Meter unterhalb des Alten Kranens. Die zweite Staffel, gleichzeitig die Hochwasserstaffel, befand sich 400 Meter stromaufwärts, an der unterstromigen Seite des linken Widerlagers der Alten Mainbrücke. Die beiden Pegellatten waren so angebracht, dass zum Zeitpunkt der Überflutung der ersten Staffel sich die gleichen Werte auch an der Hochwasserstaffel ergaben.
Der Lattenpegel wurde in der Regel täglich nur einmal, meist zwischen sechs und acht Uhr morgens abgelesen. Auf den Wasserstandslinien sind zeitweise auch zwei Tagesablesungen vermerkt. Man begnügte sich bei Hochwasser im Allgemeinen mit der Angabe des Höchststandes und der ungefähren Zeit des Eintritts der Scheitelwelle. Deshalb sind manche Werte vor 1887 etwas zu niedrig ausgefallen. Stündliche Beobachtungen oder Zwischenablesungen erscheinen erst viel später.
Die erste Staffel wurde am 21. Juli 1961 direkt am Alten Kranen verlegt. Außerdem wurde eine neue Hochwasserstaffel an der Kranenbastion angebracht. Zum ersten Mal befanden sich damit alle Pegellatten im selben Profil und am selben Ufer des Mains. Um als wichtiges Bindeglied zu den Pegelangaben vor 1961 und den Höhenangaben der großen historischen Hochwasser zu dienen, wurde die alte Hochwasserstaffel zusätzlich an der Alten Mainbrücke belassen. Diese Pegellatte befindet sich seit 1823 an derselben Stelle. Vergleichsmessungen beim Ablauf des Hochwassers vom Februar 1970 ergaben an dieser Pegellatte die gleichen Werte wie an der neuen Hochwasserstaffel an der Kranenbastion, obwohl sich inzwischen umfangreiche Veränderungen in und am Fluss vollzogen hatten.

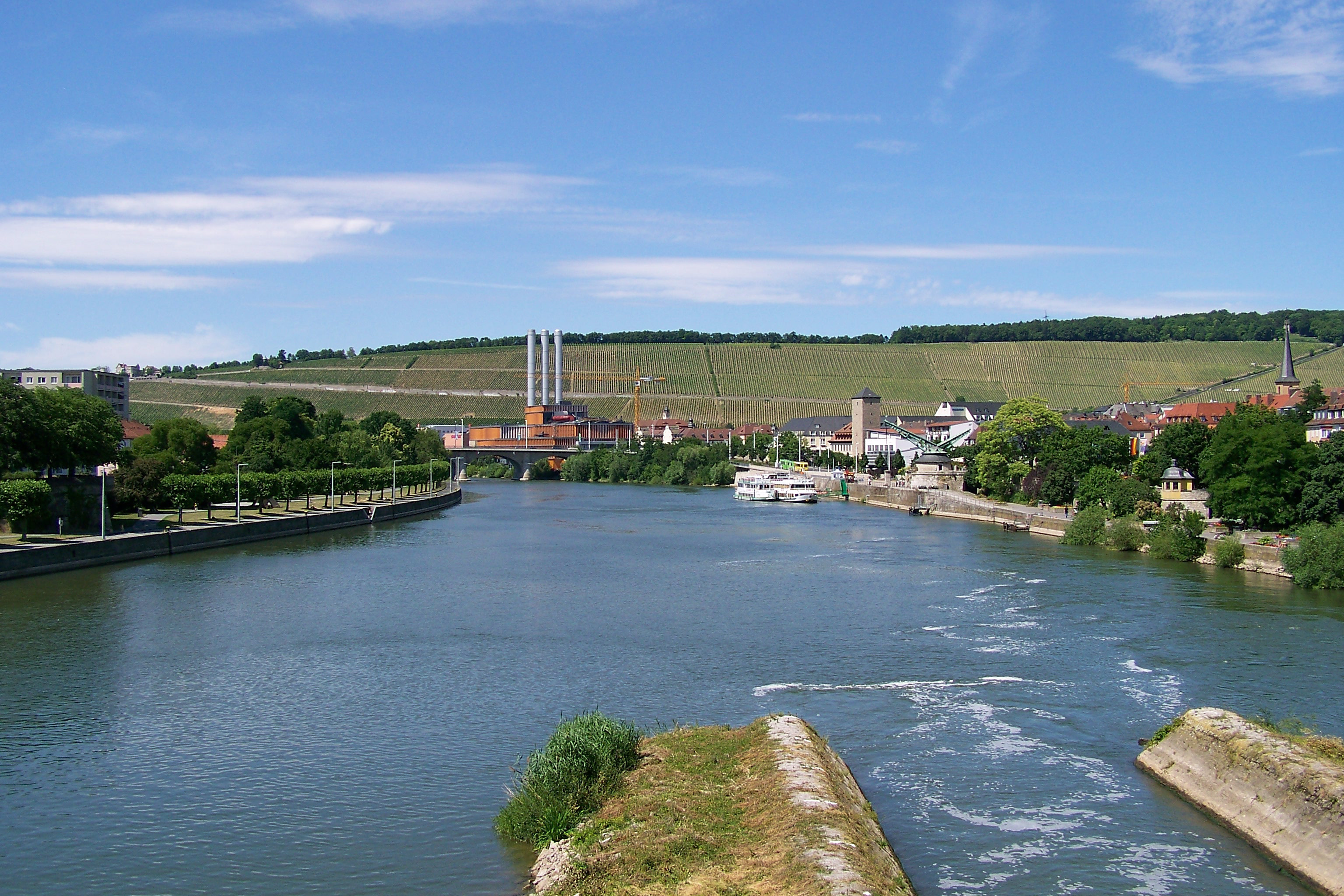
Main unterhalb der Alten Mainbrücke (rechts Mitte Alter Kranen)

Am rechten Mainufer wurde am 1. November 1883 der erste Schreibpegel in Bayern in einem Holzhäuschen auf der Kranenkaimauer hochwasserfrei errichtet. Der Zugang erfolgte über einen Laufsteg vom städtischen Holzhof aus. Der automatische Pegel hatte allerdings in der Anfangszeit häufig Störungen. Die verwertbaren Diagramme, die heute noch vorhanden sind, datieren ab 1887. Aus städtebaulichen Gründen musste 1913 dieses Pegelhäuschen entfernt werden. Der Schreibpegel wurde daraufhin in die Kranenbastion verlegt, ein Pegelschacht mit Zulauf zum Main in der vorderen Ecke der Bastion Alter Kranen errichtet und mit einem aufgesetzten Blechhäuschen geschützt. Am 24. April 1914 wurde ein elektrischer Fernpegel beim Schreibpegel in Betrieb genommen. Die gemessenen Daten gingen von dort in das damalige Straßen- und Flussbauamt und zur Pegeluhr beim städtischen Lagerhaus am Alten Hafen.
Beim Bombenangriff auf Würzburg am 16. März 1945 wurde der Fernpegel gänzlich zerstört und der Schreibpegel in den turbulenten Tagen nach den Luftangriffen gestohlen. Nach dem verheerenden Luftangriff flohen die meisten Bewohner aus der Stadt und der Pegel wurde nicht mehr abgelesen. In Würzburg wurden am 2. April 1945, am Vorabend des amerikanischen Einmarsches, von sich zurückziehenden deutschen Truppen sämtliche Mainbrücken gesprengt. Darunter befand sich auch die Luitpoldbrücke (die heutige Friedensbrücke) unterhalb des Pegels. Es entstand durch die in den Fluss gestürzten Brückentrümmer ein meterhoher Aufstau.
Am 14. Mai 1945 begannen wieder regelmäßige Pegelablesungen. Die Wasserstände waren aber immer noch durch den Rückstau des Flusses beeinflusst. Im Juli 1945 begann man mit der Räumung der Brückentrümmer. Diese Arbeiten dauerten bis zum 15. Oktober 1945. Die Wasserstandsverhältnisse waren von da an auch im Bereich des Pegels wieder normal. Die Beobachtungslücken, die durch die Kriegsereignisse entstanden waren, konnten durch die Beobachtungen am Ochsenfurter Pegel geschlossen werden.
Ein elektrischer Fernpegel wurde wieder im Januar 1948 in Betrieb genommen. Die Übertragung der Daten erfolgte in das Wasser- und Schifffahrtsamt Würzburg (WSA Würzburg) in der Friedrichstraße 2. Der elektrische Fernpegel befindet sich seit Frühjahr 1987 im Foyer der Wasserschifffahrtsdirektion Süd (WSD Süd) in der Wörthstraße 19. Das blecherne Pegelhäuschen wurde 1970 abgebaut und durch ein massives Pegelhaus ersetzt. Die Pegelanlage ist seit dem 25. Juni 1970 mit einem Messwertansagegerät ausgestattet. Eine Datenspeicher- und Datenfernübertragungseinrichtung Allgomatic-Außenstation-DFÜ-T ging am 23. September 1985 in Betrieb.
Aus Anlass des Wiederaufbaues des Zollhauses auf der Kranenbastion und der Umwidmung als Haus des Frankenweins sowie des gleichzeitig durchgeführten Hochwasserschutzes im Bereich der Kranenbastion wurde am 28. Juni 1990 die Pegelanlage in den neuen Messraum des neu gestalteten Biedermeierhäuschens verlegt. Der Pegelschacht wurde dabei beibehalten. Während der Bauzeit von Oktober 1988 bis Juni 1990 war die Pegelanlage in einem Hilfspegelhaus untergebracht.

## Baumaßnahmen im Bereich des Pegels

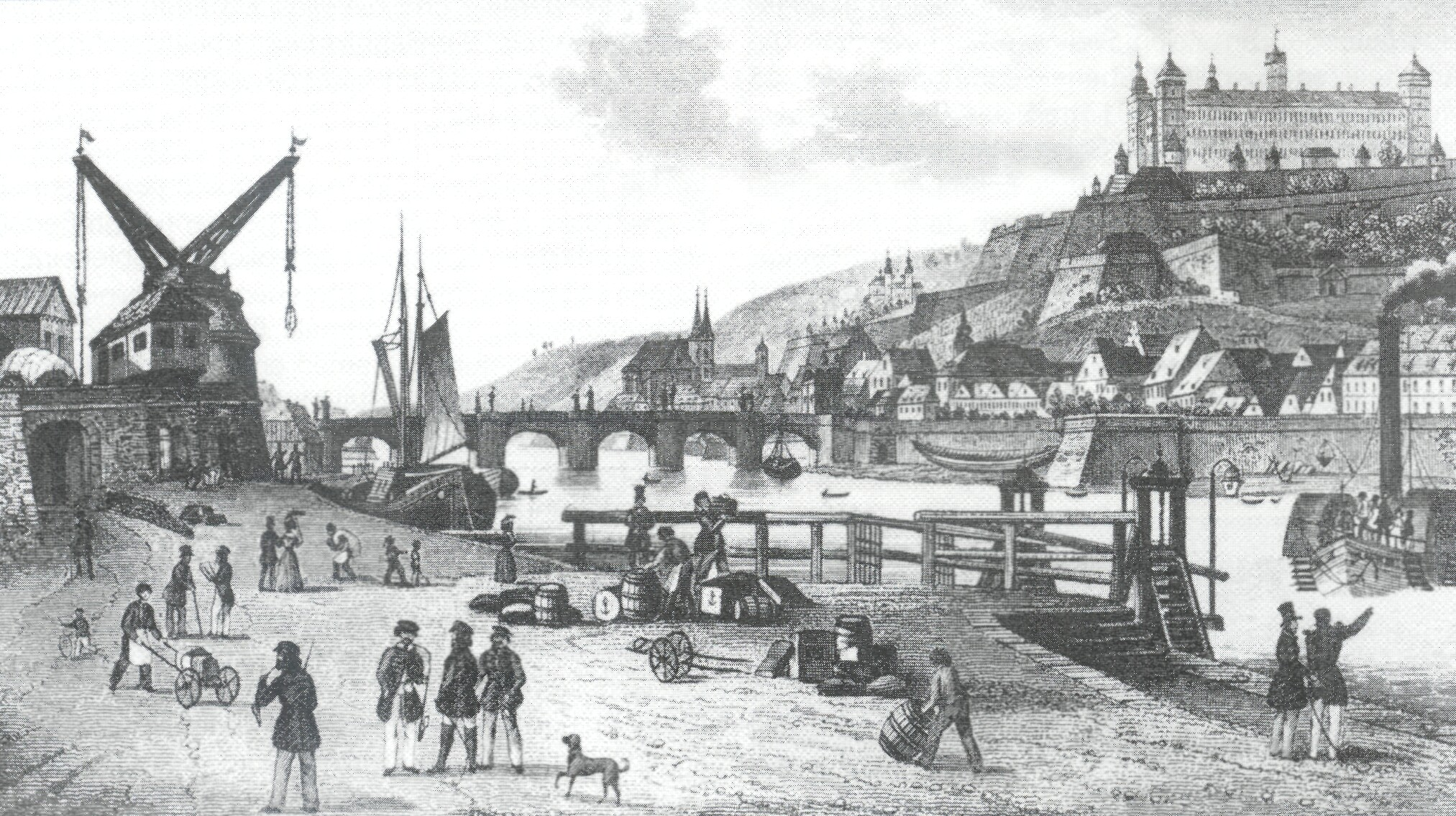
Main, Ende 18. Jahrhundert, mit dem Alten Kranen

Seit dem Beginn der Messungen am Pegel Würzburg im Jahre 1823 wurden viele bauliche Änderungen am angrenzenden Ufer des Maines, aber auch an der Flusssohle durchgeführt. Die ursprünglich unregelmäßig ausgebildete Flusssohle wurde mit der Zeit als Profil ausgeführt, was Einfluss auf die Fließgeschwindigkeit hatte. Nachdem die Festungseigenschaft der Stadt aufgehoben worden war – rechtsmainisch erfolgte die königliche Genehmigung am 28. September 1856, linksmainisch (Mainviertel) am 7. Mai 1867 –, wurde sie teilweise entfestigt. Die Entfestigung im Mainbereich zog sich bis 1898 hin und wurde mit dem Bau der linksmainischen Kaimauer abgeschlossen. Der Main wurde in mehreren Etappen für die immer größer werdenden Schiffe ausgebaut.
Die Baumaßnahmen umfassten, um größere Fahrwassertiefen für die Schifffahrt zu erreichen, Baggerungen im Flussbett. Bedingt dadurch sank der Mainspiegel erheblich ab. Hinzu kamen auch die ständigen Änderungen der Uferbebauung, die das Fluss- und Talquerschnittsprofil beeinflussen. Die Breite des Flusses wurde dabei verringert. Durch die Uferbebauung wurde auch ein gerader Uferverlauf erreicht. Durch die Flussbaggerungen verringerte sich die Rauigkeit der Flusssohle, wodurch sich die Fließgeschwindigkeit des Maines erhöhte. Dadurch kann heute im gleichen Zeitraum viel mehr Wasser durchgeführt werden als früher, wodurch heute eine Hochwasserwelle schneller als früher abfließt. Diese Baumaßnahmen wirkten sich unterschiedlich auf die Pegelmessungen aus.

### Flusstopografie um 1823
Zu Beginn der Pegelmessung in Würzburg war die Stadt noch von einem mächtigen barocken Befestigungsgürtel aus der zweiten Hälfte des 17. Jahrhunderts umschlossen, auf der rechten Mainseite die Stadtbefestigung und linksmainisch das Mainviertel, das der Festung Marienberg angegliedert war. An beiden Mainufern zogen sich die sogenannten Wasserglacis hin, die auch zu den Festungsanlagen zählten. Die Festungswerke unterlagen aus militärischen Gründen strengen baupolizeilichen Vorschriften, die besonders für die Glacis noch erheblich verschärft waren. Das Flussufer in Würzburg blieb deswegen über lange Zeit unberührt. Im weiten Umkreis bestand mit der Alten Mainbrücke der einzige Flussübergang. Alle weiteren Brücken im Stadtbereich wurden erst viel später erbaut.
Der Fluss war im Stadtbereich wesentlich breiter, die Flusssohle lag höher. Eine bis zu einem Meter mächtige Sand- und Kiesschicht lagerte über der Wellenkalksohle. In der Flusssohle zog sich an beiden Ufern, entsprechend der Strömung je eine Rinne hin. Am rechten Mainufer war diese Rinne durch den Betrieb der Unteren Mainmühle und infolge des Wasserdurchflusses am Nadelwehr entstanden und wurde von der Schifffahrt als Fahrweg benutzt. Durch den Betrieb der beiden anderen Mühlen, der Oberen Mainmühle und der Kanalmühle und durch das Überlaufwasser des Streichwehres bildete sich am linken Ufer ebenfalls eine Rinne.

#### Rechtes Mainufer

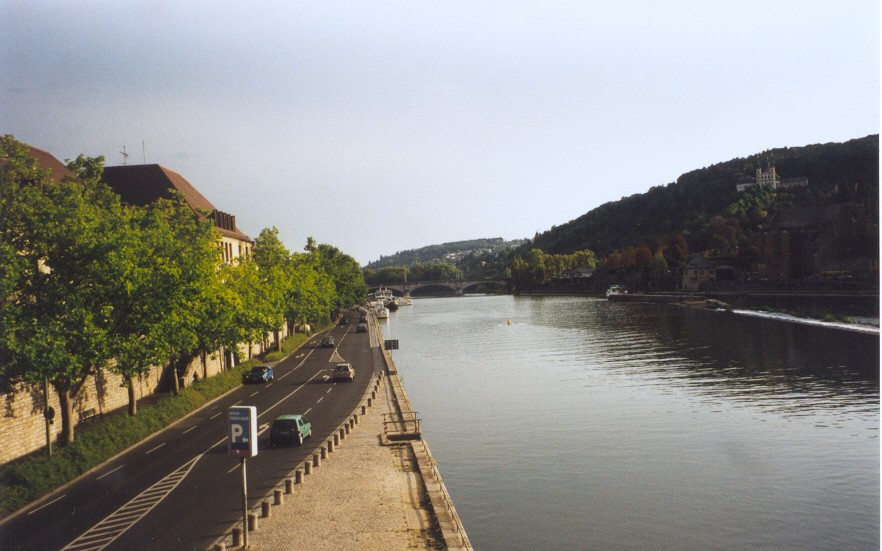
Main oberhalb der Alten Mainbrücke

Das rechte Mainufer unterhalb der Alten Mainbrücke war damals schon, wie heute, mit einer senkrechten Kaimauer eingefasst. Am Holztor wurde lediglich das tiefer liegende Mainufer in der neueren Zeit etwas erhöht, was aber keinen Einfluss auf den Wasserstand hatte. In diesem Bereich wurden, wie es der Name des Tores andeutet, überwiegend Holz und Brennmaterial ausgeladen. Der gesamte Uferstreifen wurde von Güterschiffen genutzt, die auf ihre Abfertigung am Alten Kranen warteten. Etwas unterhalb des Alten Kranen stand zu dessen Unterstützung noch ein vom Würzburger Handelsverein aufgestellter eiserner Kran. Auf der gleichen Uferseite befand sich auch der Ziehweg für die Treidelschifffahrt, der aber durch den Verladebetrieb an der Kaimauer behindert wurde. Kleine Marktschiffe, die täglich den Grünen Markt in der Stadt mit frischer Ware versorgten, befanden sich auch an diesem Kai.
Das Gelände fiel nach dem Kranenkai ab und war tiefer als heute. Die Kürnach, ein Bach der aus der gleichnamigen Ortschaft 14 Kilometer nordöstlich von Würzburg kommt, floss damals bei der heutigen Häuserzeile am Kranenkai frei dahin und diente zur Bewässerung der mittelalterlichen Stadtbefestigung aus dem 14. bis 16. Jahrhundert, des sogenannten Inneren Grabens. Kleingärten befanden sich dahinter. Später wurde das Gelände auf das heutige Niveau aufgefüllt. Da das Gelände vollständig im Strömungsschatten der Kranenbastion liegt, wirkte sich diese Auffüllung nicht auf den Hochwasserabfluss aus.
Zur damaligen Zeit schloss sich unterhalb der Kaimauer eine unbefestigte Erdböschung an. Diese war durch unregelmäßige Auffüllungen des früher viel tiefer gelegenen Vorlandes entstanden. Etwas oberhalb der Eckbastion der Stadtbefestigung mündete die parallel zum Main verlaufende Kürnachableitung, die zuvor den Pleichacher Mühlgraben aufgenommen hatte. Der ziemlich breite, mit Wasser gefüllte Wallgraben, endete hier. Dieser verlief bis zur Pleichacher Torbrücke. Er diente als Überwinterungsplatz der Schiffe und war zum Fluss hin bis auf eine schmale Öffnung mit einem Steindamm abgeschlossen. Bei der Entfestigung wurde dieser Wallgraben 1877 eingefüllt und der städtische Schlachthof an dieser Stelle erbaut.

#### Linkes Mainufer
Der rechte Uferstreifen diente hauptsächlich dem Schiffsverkehr, das linke Ufer wurde überwiegend von Gewerbetreibenden genutzt. Die Fischer spannten hier ihre Netze auf und lagerten ihre Nachen. Die Schiffbauer nutzten es als Werftgelände.
Zwischen der Festungsmauer und dem Fluss war der Uferstreifen damals nur etwa halb so breit wie heute und lag auch wesentlich tiefer. Er wurde häufig überflutet und lag nur etwa einen Meter über Niedrigwasser. Seine Böschung fiel steil zum Main ab. Es handelte sich nicht um ein natürliches Ufer. Vermutlich war es in der zweiten Hälfte des 17. Jahrhunderts mit Aushubmaterial vom Bau der Festungsmauer aufgefüllt worden.
Der Wasserspiegel reichte damals bis zur Mitte der Landöffnung an der Alten Mainbrücke. Das Ufer zog sich in einem unregelmäßigen Verlauf bis zu der Sternenbastion hin. Nur durch das Dreikronentor und das Fischerpförtchen war das Ufergelände zugänglich. 1890 wurde das Dreikronentor, nachdem wegen der erheblichen Aufhöhung des Ufers keine ausreichende Durchfahrtshöhe mehr vorhanden war, abgebrochen. Die Hochwasserstaffel an der Alten Mainbrücke befindet sich etwas oberhalb davon.
Das Ufer wurde unterhalb der Sternbastion wesentlich schmaler. Das unbefestigte Vorland war offensichtlich durch die zahlreichen Hochwasser weggespült worden. Dieser schmale genutzte Uferstreifen hatte seinen Zugang durch eine kleine Pforte. Zur damaligen Zeit standen etwas weiter unterhalb die Festungsmauer und der Dicke Turm noch vollständig im Wasser. Im Strömungsschatten des Dicken Turmes, der in den Fluss hineinragte, befand sich ein schmaler Uferstreifen. Angeblich störte dieser runde Artillerieturm den Hochwasserabfluss, weshalb er 1889 abgebrochen wurde. 1954 wurden bei der Neugestaltung des linken Mainufers die Fundamente freigelegt und der Turm wieder auf halbe Höhe aufgemauert.
Mit Wasser umspült war auch die Eckbastion, die heutige Jahnterrasse am Viehmarktplatz. Diese Wasserfläche dehnte sich bis in den Wallgraben aus. Zum Schutz vor dem Hochwasser wurde an die Futtermauer des Wallgrabens gegenüber der Eckbastion eine mehrere Meter hohe Stützmauer angebaut. Diese übte allerdings einen recht ungünstigen Einfluss auf den Hochwasserablauf aus. Die Krone der Mauer war im Deutschen Krieg 1866 auf der zum Main hin abfallenden Glacisböschung mit Holzpalisaden bestückt.

### Mainkorrektion von 1823 bis 1913

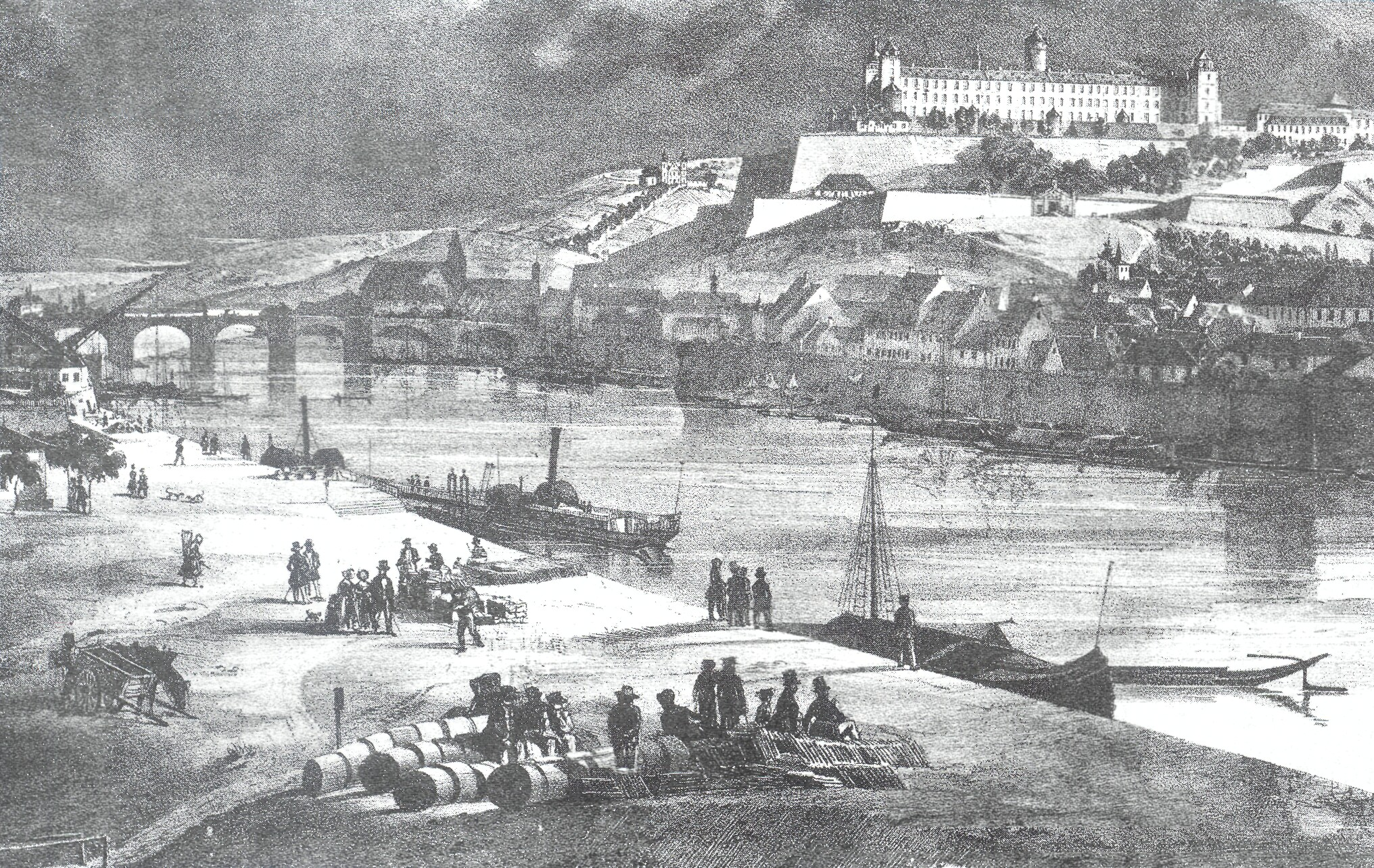
Main im Jahre 1845, links der Alte Kran

Die unzureichende Fahrwassertiefe und der schlechte Zustand des Mains für die Schifffahrt veranlassten viele Betroffene, Anfang des 19. Jahrhunderts bei der Regierung des Untermainkreises Abhilfe und Verbesserung zu beantragen. In den 1820er-Jahren ging man daran, mit Durchstichen die zahlreichen Flusswindungen zu beseitigen und damit einzelne Flussabschnitte zu verkürzen. Die Korrektionsarbeiten erfuhren 1830 einen lebhaften Aufschwung. Dieser kam auch durch den zur gleichen Zeit im Bau befindlichen Ludwig-Donau-Main-Kanal zustande. Mit der Einführung der Dampfschifffahrt im Jahre 1841 ergab sich eine weitere Steigerung des Schiffsverkehrs.
Um eine größere Fahrwassertiefe für die Schifffahrt zu erzielen, versuchte man zunächst, an den besonders kritischen Stellen die Breite des Flusses durch Buhnen einzuschränken. Im späteren Ausbau versah man diese Buhnen aufgrund der inzwischen gesammelten Erfahrungen mit sogenannten Flügelbuhnen. Um die starken Ablagerungen zu verringern, wurde mittels durchgehender Leitwerke ab den 1850er-Jahren das Fahrwasser weiter verbessert. Diese Buhnenfelder sind teilweise heute noch sichtbar.
40 Zentimeter über Niedrigwasser wurde ursprünglich die Krone der Buhnen gelegt. Diese wurde später jedoch auf 75 bis 100 Zentimeter erhöht. Ebenfalls erhöht werden musste wegen häufiger Überflutung der Ziehweg für die Treidelschifffahrt. Über fast ein Jahrhundert zogen sich diese Arbeiten hin, die mit der Niedrigwasserregulierung der Strecke Schwarzenau–Schweinfurt abgeschlossen wurden.
Das Pegelnetz am Main wurde während der Regulierungsarbeiten weiter ausgebaut. Man errichtete sogenannte Bau- und Niedrigwasserpegel neben den Hauptpegeln. Die Beobachtungen an diesen Pegeln begannen in der Regel erst, nachdem die Bauarbeiten in unmittelbarer Nähe der Pegel gerückt waren. An den Pegeln führten die Regulierungsarbeiten zu starken Veränderungen der Wasserstandsverhältnisse.
Aufgrund der vergrößerten Räumkraft des Wassers in und oberhalb der Durchstiche kam es zu erheblichen Sohleeintiefungen. Der Wasserspiegel des Mains sank dementsprechend ab. Diese anhaltende Eintiefung hielt oftmals lange Zeit an und kam erst, wie in Viereth bei Bamberg, mit dem Bau der Staustufe zum Stillstand. In den Bereichen ohne Durchstiche, den Regulierungsabschnitten, erhöhte sich der Mainspiegel durch den Einbau der Leitwerke und der Buhnen. Durch die mit der Einengung des Flusses hervorgerufene Sohleneintiefung sank der Wasserspiegel im Niedrigwasserbereich wieder ab. Bei höheren Wasserständen überwog dann wieder der Aufstau. Im größten Teil des Flusses kam es wegen der mehrmaligen Änderung der Höhenlage der Regulierungswerke, der fortwährenden Sohleneintiefung und auch der Baggerungen in den Verlandungsabschnitten in diesem Zeitraum zu keinen stabilen Verhältnissen.
Der innere Stadtbereich von Würzburg blieb von der Mittelwasserregulierung ausgespart. Ein Grund dafür war der Umstand, dass bis zur Aufhebung der Festungseigenschaft die Flussufer zur militärischen Sperrzone gehörten. 1872 gab es ein Projekt, das Wehr in Würzburg zu beseitigen und den Main durch Leitwerke einzuengen. Dies scheiterte nicht zuletzt an den hohen Kosten.

### Dampfschifffahrtshafenbau 1845/1846

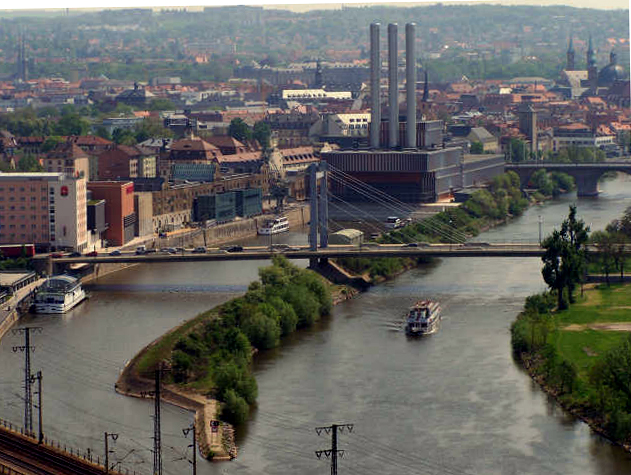
Der alte Hafen (links) und die Brücke der Deutschen Einheit darüber

Eine Gruppe unternehmungslustiger Kaufleute gründete 1841 aufgrund des wirtschaftlichen Aufschwungs und der Zunahme des Verkehrs auf den Wasserwegen eine Dampfschifffahrtsgesellschaft. 1842 nahm die Gesellschaft zunächst zwei Schiffe in Betrieb. Für die beiden großen Schiffe benötigte man einen geschützten Liegeplatz. Der zur Schiffswinterung genutzte Teil des Wallgrabens war zu klein und auch zu stark belegt. Es wurde deshalb ein eigener Hafen am vorgelagerten Uferstreifen zwischen dem Schneidturm und der Eckbastion gebaut. Die Kürnachableitung mündete dort in den Main. Mit den Bauarbeiten wurde nach dem Ablauf des großen Hochwassers im März 1845 begonnen. Ein weiteres Hochwasser im Juni 1845 unterbrach zunächst die Bauarbeiten. 1846 konnte der Hafen nach einigen Schwierigkeiten in Betrieb genommen werden.
Der Hafen befand sich etwa 100 Meter unterhalb des Pegels. Begrenzt wurde er landseitig durch die Stadtmauer und flussseitig durch einen gepflasterten Damm, an dem sich eine Berme für die Treidelschifffahrt hinzog. Durch eine schräg zum Fluss verlaufende Mauer war das Hafenbecken gegen Oberstrom abgeschlossen. Das Ufer wurde durch die Dammschüttung einige Meter in den Fluss vorgeschoben. Eine gepflasterte Uferböschung stellte den Anschluss zur Kranenkaimauer her.
Die Kürnachableitung musste im unteren Teil durch den Bau des Hafens verlegt werden. Sie wurde entlang der Hafenmauer in einem festen Gerinne in den Main geführt. Für die Treidelschifffahrt diente eine kleine Ziehwegbrücke als Übergang.
Zunächst erlebte die Dampfschifffahrt einen bemerkenswerten Aufschwung. Während dieser Blütezeit, die aber nur kurz anhielt, wuchs die Zahl der Dampfboote auf neun an. Aufgrund der 1854 in Betrieb genommenen Eisenbahnlinie Bamberg–Würzburg–Frankfurt und der Schwierigkeiten durch die meist nicht ausreichende Fahrwassertiefe in trockenen Sommern kam es oft zu tagelangen, manchmal sogar monatelangen Stilllegungszeiten. Der Schiffsverkehr ging stark zurück und wurde damit unrentabel, 1858 wurde er schließlich ganz aufgegeben. Das Hafenbecken, das zu einer erheblichen Einengung des Flussprofils geführt hatte und nach der Stilllegung der Schifffahrt nicht mehr benötigt wurde, verfüllte man 1861. Zwischen dem Hafendamm und der gegenüberliegenden Stützmauer der Glacisböschung bestand nur noch eine Durchflussbreite von knapp 100 Metern. Beim Abfluss eines größeren Hochwassers kam es deswegen zu einem beträchtlichen Aufstau. Eine geringe Erhöhung des Wasserstandes ergab sich bei Niedrigwasser durch die Vorverlegung des Ufers. Die Hochwasserabflussverhältnisse waren nach der Beseitigung des Hafens annähernd die gleichen wie vor dem Hafenbau.

### Entfestigung der Stadt 1871
Die Bevölkerung in Würzburg erwartete sehnlichst die Entfestigung ihrer Stadt. Diese ging in sehr großem Umfang vonstatten, was auch erhebliche Veränderungen an den Mainufern mit sich brachte. Am rechten Ufer wurde eine Kaimauer oberhalb des aus dem Jahr 1584 stammenden, auch Spiegeltor genannten, Schwanentores gebaut. Am linken Ufer wurde 1871 vorerst mit Schuttablagerungen zur Erhöhung der Tivolibastion bis kurz oberhalb des Dicken Turmes begonnen. Vor der Sternbastion schüttete man einen schmalen Damm auf. Dadurch verband man die bislang getrennten Uferstreifen miteinander. Unbefestigt blieb die steil abfallende Uferböschung. Die Auffüllungen endeten etwa 100 Meter oberhalb des Pegelprofils und waren stellenweise bis zu 2,5 Meter hoch. Diese Umbauarbeiten wirkten sich auf die Wasserstände am Pegel aus. In erster Linie wurden die höheren Wasserstände beeinflusst.

### Hafenbau von 1874 bis 1877
Während der Entfestigungsarbeiten wurde der rechtsmainische Wallgraben, der bisher als Winterhafen genutzt worden war, auf seiner ganzen Länge aufgefüllt. Als Ersatz wurde am rechten Ufer ein leistungsfähiger Hafen etwas unterhalb der Pleichachmündung, der heutige Alte Hafen, gebaut.
Der Main musste, um genügend Platz für die Hafeneinrichtungen zu schaffen, auf einer Länge von etwa 700 Metern vollständig in das linke Vorland verlegt werden. Dort wurde eine neue Flussrinne ausgehoben und zum Teil aus dem Fels gesprengt. Für den Ausbau des Hafenbeckens mussten eine Anzahl alter Wehrbauten, die den Wasserstand ungünstig beeinflusst hatten, aus dem Flusslauf herausgenommen werden. Der Hafendamm wurde mit dem Aushubmaterial aufgeschüttet. Anschließend wurde die Böschung gepflastert und auch wieder eine Berme für die Treidelschifffahrt errichtet.
1877 erfolgte der Durchstich an der neuen Flussrinne. Der Hafendamm wurde noch im selben Jahr zum Land hin verlängert. Der frühere Flusslauf war damit abgeriegelt. Ein Ziehweg war inzwischen am linken Ufer angelegt worden. Dieser wurde nach Oberstrom verlängert, um den Dicken Turm herumgeführt und an die 1871 begonnenen Auffüllungen angeschlossen. Für die Treidelschifffahrt war damit ein bequemer Weg zur Schleuse im Umlaufkanal geschaffen. Entsprechend den früheren Ausbauvorschriften lag die Höhe des Ziehweges zwei Meter über Niedrigwasser. Am rechten Ufer errichtete man gleichzeitig mit der Auffüllung der alten Schiffswinterung eine neue Uferanlage. Die Neugestaltung der Mainufer im Bereich des Pegels war damit vorerst abgeschlossen.
Die Bauarbeiten am Alten Hafen führten zu einer starken Beunruhigung der Wasserstände. Für den Zeitraum vom 1. Januar 1875 bis zum 31. März 1876 wich man deswegen auf den sieben Kilometer unterhalb vom Würzburger Pegel gelegenen Margetshöchheimer Pegel aus. Dieser zeigte allerdings aufgrund der Arbeiten zur Mittelwasserregulierung Unregelmäßigkeiten auf. Für diesen Zeitraum gibt es für den Würzburger Pegel keine Wasserstandslinien.
Nachdem man den Main in sein neues Flussgerinne umgeleitet hatte, sank der Niedrigwasserspiegel um etwa 40 Zentimeter ab. Durch die Einengung des Profils überwog allerdings bei höheren Wasserständen der Aufstau. Der Hochwasserabfluss wurde durch den Hafenbau sehr nachteilig beeinflusst, da der Hochwasserstrom, bedingt durch die Festungsmauer am linken Ufer und die Stützmauer, in der gleichen Flucht wie die Glacisböschung direkt auf den Hafendamm gelenkt wurde. Diese hydrologisch außerordentlich ungünstigen Verhältnisse sind beim Wasserspiegelverlauf des Hochwassers 1882 deutlich zu erkennen. Der Hafendamm bewirkte eine enorme Stauwirkung. Am rechten Mainufer wurde bei den damals durchgeführten Wasserspiegelfixierungen ein jeweils um 30 Zentimeter höherer Wasserstand gemessen als am linken Mainufer.

### Bau der Luitpoldbrücke von 1886 bis 1888
Um die neue Ringstraße (Röntgenring) zur links des Mains gelegenen Zellerau fortzusetzen, war der Bau einer Brücke über den Fluss notwendig geworden. Von 1886 bis 1888 wurde die Luitpoldbrücke, die heutige Friedensbrücke, erbaut. Vermutlich im Sommer 1883 wurden bereits die den Hochwasserabfluss störenden Befestigungswerke am linken Mainufer abgebrochen, der Wallgraben wurde eingefüllt und das Gelände eingeebnet. Die Brücke quert den Main schräg und auch die Pfeiler stehen schräg zur Fließrichtung. Dennoch ergab sich insgesamt eine deutliche Verbesserung des Hochwasserabflusses gegenüber dem Zustand vor 1883. Die Brückenpfeiler verursachten bei Hochwasser zwar einen Aufstau, dies wirkte sich aber an der 550 Meter oberhalb der Brücke liegenden Hochwasserstaffel des Pegels kaum mehr aus.

### Bau der Kaimauer von 1896 bis 1898
In den Jahren 1896 bis 1898 wurde durch eine Kaimauer am linken Ufer von der Eckbastion bis zur Tivolibastion die unschöne und durch Hochwasserangriffe gefährdete Erdböschung geschützt. Die Mauer wurde dabei sehr weit in den Fluss vorgeschoben, um einen Aufstau durch die Einschränkung der Wasserspiegelbreite zu erzielen. Man wollte in diesem Bereich eine Verbesserung der unzureichenden Fahrwasserverhältnisse erreichen. An dem neu angelegten Ufer, das frei von Bewuchs war, wurde eine Straße errichtet.
Der Bau der Kaimauer verursachte einen Aufstau des Maines, was sich hauptsächlich im höheren Abflussbereich bemerkbar machte. Bei einer Wasserführung von etwa 600 m³/s (Mittelwasser etwa 122 m³/s) zeigte die Abflusskurve eine deutliche Aufwölbung. Der Aufstau des Wassers betrug ungefähr 15 Zentimeter.

### Fahrwasserbaggerung 1900
Trotz der Verbesserung der Fahrwasserverhältnisse durch die neue Kaimauer reichten die Fahrwassertiefen noch nicht aus. Im Jahre 1900 wurden deshalb umfangreiche Baggerungen durchgeführt, um für die Schifffahrt bessere Fahrverhältnisse zu schaffen. Dabei wurde die gesamte bis zu einem Meter starke Kiesauflage entfernt. Im Niedrigwasserbereich sank daraufhin in den folgenden Jahren der Wasserspiegel um etwa 30 Zentimeter ab.

### Bau eines Abwasserdükers 1901/1902
Unterhalb der Luitpoldbrücke brachte der Bau eines Abwasserdükers eine starke Beunruhigung der Wasserstände am Pegel Würzburg mit sich. Die Arbeiten mussten dem damaligen Stand der Technik entsprechend mit Hilfe von Fangdämmen im Trockenen ausgeführt werden, die mit Rücksicht auf die Schifffahrt abschnittsweise eingebaut wurden. Für die Jahre 1900 bis 1902 wurden wegen der starken Beeinträchtigung der Wasserstände während der Baumaßnahmen die Abflussermittlungen am Pegel Margetshöchheim vorgenommen.

### Bau der Staustufe Erlabrunn von 1932 bis 1935
Mit dem Bau der Staustufe Erlabrunn bei Main-Kilometer 241,20 wurde 1932 begonnen. Davon blieben zunächst die Wasserstandsverhältnisse am zehn Kilometer oberhalb liegenden Pegel Würzburg unberührt. Nachdem 1934 der Stau in Erlabrunn errichtet worden war, erfolgte eine Anhebung des Niedrigwasserstandes am Pegel Würzburg um etwa 40 Zentimeter. Dieser Staueinfluss war allerdings gering und erstreckte sich nur bis etwa zum Mittelwasser.

### Teilbaggerung der Großschifffahrtsrinne 1937/1938
In den Jahren 1937/1938 wurde zunächst die Unterwasserbaggerung nur bis zum Alten Hafen durchgeführt. Dadurch wurde dieser an die von Unterstrom kommende Schifffahrtsrinne angeschlossen. Die Flusssohle keilte man oberhalb des Hafens aus. Man schaffte über die Strecke vom Alten Hafen bis zur Luitpoldbrücke einen Übergang, um von der tiefliegenden Sohle der Schifffahrtsrinne zur natürlichen Flusssohle zu gelangen. Die Wasserspiegelabsenkung, die daraufhin erfolgte, wirkte sich wegen des Staueinflusses der Stufe Erlabrunn nur bei höheren Wasserständen aus. Im Ablesebereich zwischen 200 und 300 Zentimeter betrug die Wasserspiegelabsenkung am Pegel etwa 15 Zentimeter.

### Bauarbeiten der Flusssohle 1948 bis 1954

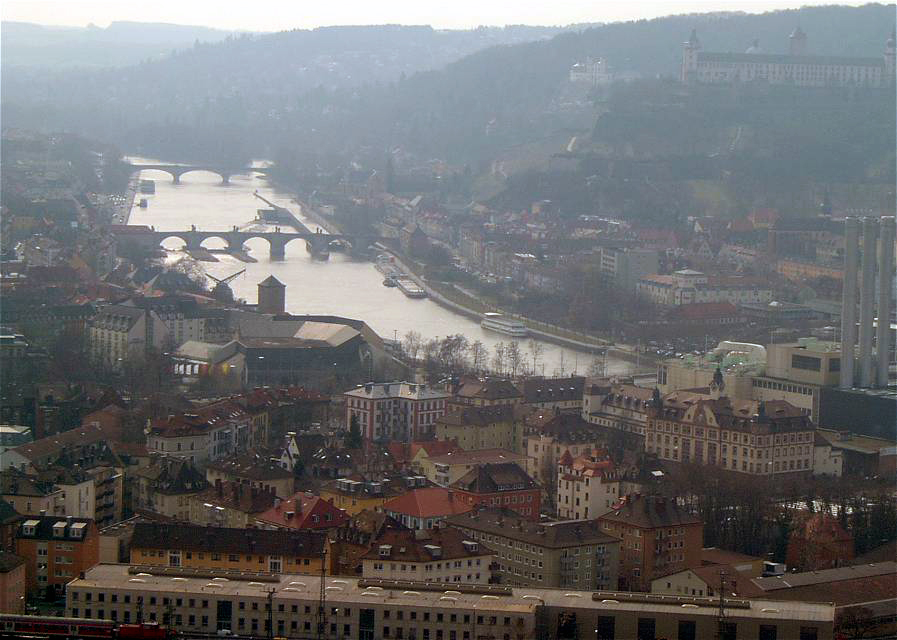
Main mit dem Alten Kran (Bildmitte links)

Die durch den Krieg unterbrochenen Arbeiten wurden 1948 wieder aufgenommen. Die Bauarbeiten am Wehr und an der Schleuse hatten zunächst keinen Einfluss auf den Wasserstand am Pegel. Davor mussten aber noch die Abwasserdüker von 1901/1902 tiefer gelegt werden. 1952/1953 wurde die 450 Meter lange Kaimauer am linken Ufer um 5 bis 14 Meter zurückverlegt und damit eine Schiffsliegestelle im Unterwasser geschaffen. Während der Bauarbeiten blieb die alte Mauer als Schutz für die Baugrube bestehen. Die Baggerung der Großschifffahrtsrinne im Unterwasser einschließlich der Felsmeißelarbeiten dauerte von 1952 bis 1954. Stellenweise wurde dabei die Felssohle bis zu zwei Meter ausgemeißelt.
Durch verbliebene Querrippen in der gebaggerten Schifffahrtsrinne verhinderte man ein zu starkes Absinken des Wassers und sicherte vor allem an der Kleinschleuse eine ausreichende Fahrwassertiefe. Erst nachdem die neue Schleuse für die Schifffahrt freigegeben war, wurden diese Rippen herausgenommen. Nach dem Entfernen der letzten Querrippe und nach dem Abbruch der alten Kaimauer sank der Wasserspiegel beträchtlich ab. Die Absenkung wirkte sich bei Niedrigwasser wegen des Staueinflusses von Erlabrunn nur geringfügig aus. Die Maximalabsenkung bei einem Pegelstand von etwa 300 Zentimetern betrug zirka 60 Zentimeter. Der Wert verringerte sich bei zunehmender Wasserführung und betrug beim Hochwasser 1970 nur noch 30 Zentimeter.
Der Niedrigwasserspiegel ist am Pegel Würzburg bei gelegtem Stau in Erlabrunn infolge der Baumaßnahmen seit 1823 um etwa 200 Zentimeter abgesunken. Im gestauten Zustand beträgt die Absenkung immerhin noch etwa 100 Zentimeter. Die Baggerarbeiten für die Schifffahrt in der Nähe der Pegelanlage hatten keinen Einfluss auf den Wasserstand.

### Fahrrinnenausbau 1988/1989
Im Rahmen des Mainausbaus wurden 1988/1989 in der Stauhaltung Erlabrunn umfangreiche Baggerungen durchgeführt. Der Main wurde auf eine Fahrrinnenbreite von 40 Metern und eine Fahrrinnentiefe von 2,9 Metern ausgebaut. Dabei wurde im Unterwasser der Staustufe Würzburg im Bereich des Pegels die Fahrrinne verbreitert und vertieft. Die Pfeiler der nach dem Zweiten Weltkrieg in Friedensbrücke umbenannten Luitpoldbrücke wurden als Anfahrschutz vor Schiffen ummantelt. Die den Main kreuzenden und als Grundschwelle wirkenden Düker wurden beseitigt. Die dabei entstandene Wasserspiegelabsenkung machte eine Herabsetzung des höchsten Schifffahrtswasserstandes am Pegel Würzburg von 380 auf 330 Zentimeter erforderlich.

## Bauwerke im Bereich des Pegels

### Schleusenanlagen

#### Streichwehr

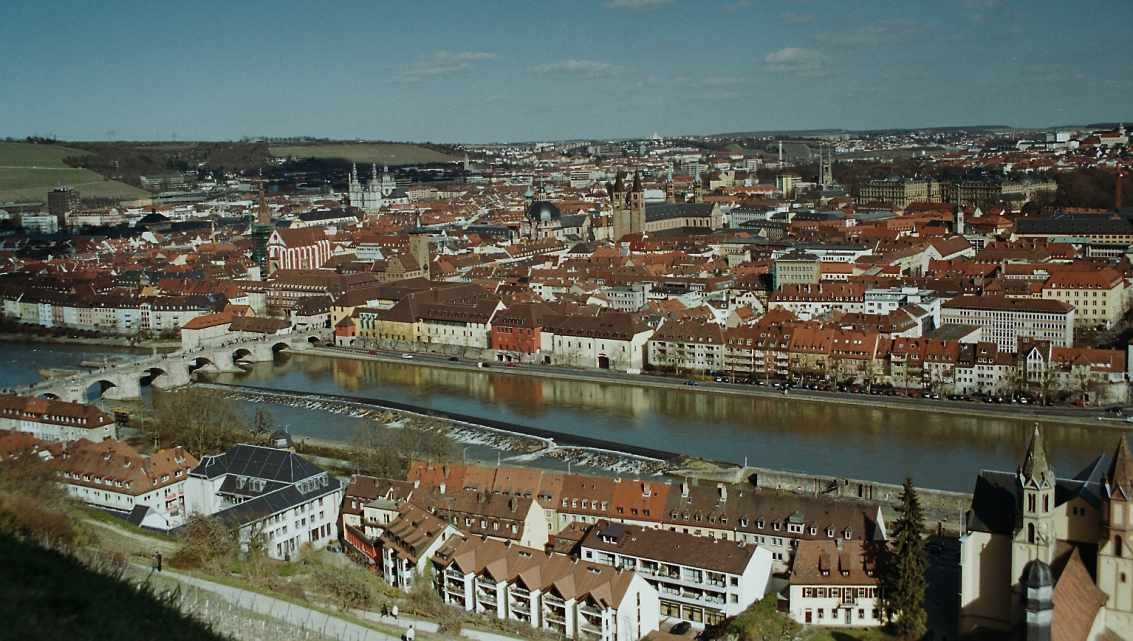
Alte Mainbrücke und Streichwehr

Auf bischöfliche Anordnung besichtigte eine Kommission des Rates noch während des Dreißigjährigen Krieges am 3. März 1643 mit dem fürstbischöflichen Baumeister Kaut und einem Frankfurter Mühlmeister die Gegebenheiten bei der Alten Mainbrücke, um dort eine Strömungsmühle zu errichten. Für die Mühle wurde ein Wehr im Main zum Antrieb des Mühlrades benötigt.
Auf Anraten des Mühlmeisters wurde 1644 ein etwa 300 Meter langes und 1,2 Meter hohes Wehr, diagonal verlaufend und am dritten rechtsuferigen Pfeiler der Brücke endend, errichtet. Das obere Ende des Wehres liegt an den 260 Meter oberhalb der Brücke weit in den Main vorspringenden Mühlbastionen. Die Oberkante des Streichwehrs hatte eine Höhe von 168,03 bis 168,10 Meter über Normalnull. Rechts neben dem Pfeiler der Brücke, in der Brückenöffnung, befand sich das Nadelwehr. Die Floßgasse schloss sich nach Unterstrom an. Im Gegensatz zu den meisten herkömmlichen Wehren steht das Würzburger Wehr schräg zur Fließrichtung und hat eine nicht veränderliche Krone. Diese Art Wehr wird Streichwehr genannt.
In erster Linie erfolgte aber der Bau des Wehres aus festungstechnischen Gründen. Die Sperrung des Fahrwassers und die einzige Umgehungsmöglichkeit des Wehres, der Umgehungskanal, der durch die Außenwerke der Festung Marienberg führte, waren vom Besitz der Festung abhängig. Durch diesen Aufstau änderten sich die Strömungsverhältnisse, da fast die gesamte normale Zuflussmenge zur Mühle abgeleitet wurde.
Das Streichwehr wurde 1724 und 1729 unter der Leitung von Balthasar Neumann repariert. Kote erhöhte 1890/91 den Wehrrücken des Streichwehrs durch einen hölzernen Aufsatz um etwa 25 Zentimeter auf 168,28 bis 168,35 Meter über Normalnull. Bei diesen Bauarbeiten wurde der untere Teil des Streichwehres zum vierten Brückenpfeiler verlegt, um eine weitere Brückenöffnung für eine neue Floßgasse mit Trommelwehr zu ermöglichen. Dadurch entstand 95 Meter oberhalb der Brücke ein Knick in der Wehranlage. Beim Bau der Großschifffahrtsschleuse wurde 1953 das Wehr durch eine gleichmäßige Kappe aus Stein und Beton nochmals auf 168,5 Meter über Normalnull erhöht.

#### Nadelwehr
Um das 1644 errichtete Streichwehr, das die Durchfahrt der Schiffe und Flöße sperrte, zu umgehen, wurde im dritten Brückenbogen, Wehrloch genannt, ein Nadelwehr errichtet. Durch Ziehen der Nadeln senkte sich der Main oberhalb des Wehres ab und ermöglichte so, dass Flöße und Schiffe passieren konnten. Nach dem Einbringen der Nadeln stieg der Pegel wieder langsam an. Dieses praktizierte Verfahren war sehr mühselig und langwierig. Schiffe nutzten etwa 40 Jahre lang diese Methode, um dann den Umlaufkanal zu verwenden. Die mehreren Hundert Flöße im Jahr mussten aber weiterhin das Nadelwehr befahren, weil sie wegen ihrer Länge die Schleuse im Umlaufkanal nicht benutzen konnten. Um den Schiffen und Flößen unterhalb in der starken Strömung der Brücke eine Führung zu gewährleisten, wurden an beiden Pfeilern der Brücke breite Steindämme angesetzt. Flussabwärts wurde das Nadelwehr mittels der Strömung passiert, flussaufwärts fahrende Schiffe mussten, gegen die starke Strömung mit Seilen und Pferden in das Oberwasser gezogen werden.
Etwa dreimal in der Woche, ab 13 Uhr, wurden Weiß- und Bretterflöße durchgelassen. Sogenannte Holländerflöße, die, wie es schon der Name andeutet, eine lange Reise vor sich hatten und wertvolleres Hartholz beförderten, durften das Wehr jederzeit passieren. Das Passieren des Wehres nahm etwa vier bis fünf Stunden in Anspruch. Bei dem Passiervorgang lief die Stauhaltung leer und das Unterwasser schwoll erheblich an. Bei geschlossenem Wehr und dem Wiederbefüllen der Stauhaltung fiel das Wasser im Unterwasser stark ab, so dass es oftmals stundenlang für die Schifffahrt fehlte. Erst nach Erreichen des Vollstaus und der Inbetriebnahme der Mühlen normalisierte sich der Wasserspiegel wieder. Das Nadelwehr wurde 1724 und 1729 durch Balthasar Neumann repariert und bis 1892 genutzt. 1894/95 wurde es renoviert und 1934 bei einer weiteren Sanierung umgebaut. Es diente daraufhin nur noch der Hochwasserabführung und war bis zum Jahre 1948 in Betrieb. Es wurde durch ein Klappenwehr, auch Fischbauchklappe genannt, mit elektrischem Antrieb ersetzt. Bei dieser Art von Wehr wird die Stauhöhe durch eine bewegliche Klappe hergestellt.
Für den Pegel von Interesse war die in diesem Zusammenhang stehende Beunruhigung des Niedrigwasserabflusses. In der langen Zeit der Pegelbeobachtung und der Nutzung des Nadelwehres kam es, wenn auch nicht allzu häufig, in den Beobachtungslisten zu auffälligen Wasserstandsänderungen. Diese Abflusswerte konnten jedoch durch den Vergleich mit Nachbarpegeln berichtigt werden.

#### Umgehungskanal
Von 1675 bis 1680 wurde ein Umgehungskanal oder Umlaufkanal gebaut, um das Passieren der Schiffe zu erleichtern. Dieser Schifffahrtskanal umging auf einer Länge von etwa 500 Metern das Wehr und die Mühle. Er begann oberhalb des Burkharder Tores, ging hinter der Burkharder Kirche vorbei, die deswegen um zwei Joche gekürzt werden musste, und mündete unterhalb des Wehrs wieder in den Main. Im Umlaufkanal, in dem sich auch ein Anlegeplatz befand, wurde eine Schleusenanlage mit beiderseitigen Torverschluss aus Holz mit 47 Meter Länge und 6,5 Meter Breite errichtet, um eine Höhe von 1,2 Meter zu überbrücken. Für den damals bedeutenden Schiffsverkehr stellte die Durchfahrt durch den engen Kanal wegen der unzureichenden Wassertiefen und wegen der geringen Durchfahrtshöhe einen sehr beschwerlichen Weg dar. Vom Umlaufkanal aus ging auch ein Gerinne ab, an dem die Kanalmühle lag. 1892 wurde die alte Schleuse im Umlaufkanal aufgegeben und wegen Baufälligkeit in den 1920er-Jahren abgebrochen. Beim Bau der Großschifffahrtsschleuse wurde der Umlaufkanal 1953 bis auf einen kleinen Teil an der oberen Eckbastion eingefüllt.

#### Kleinschleuse

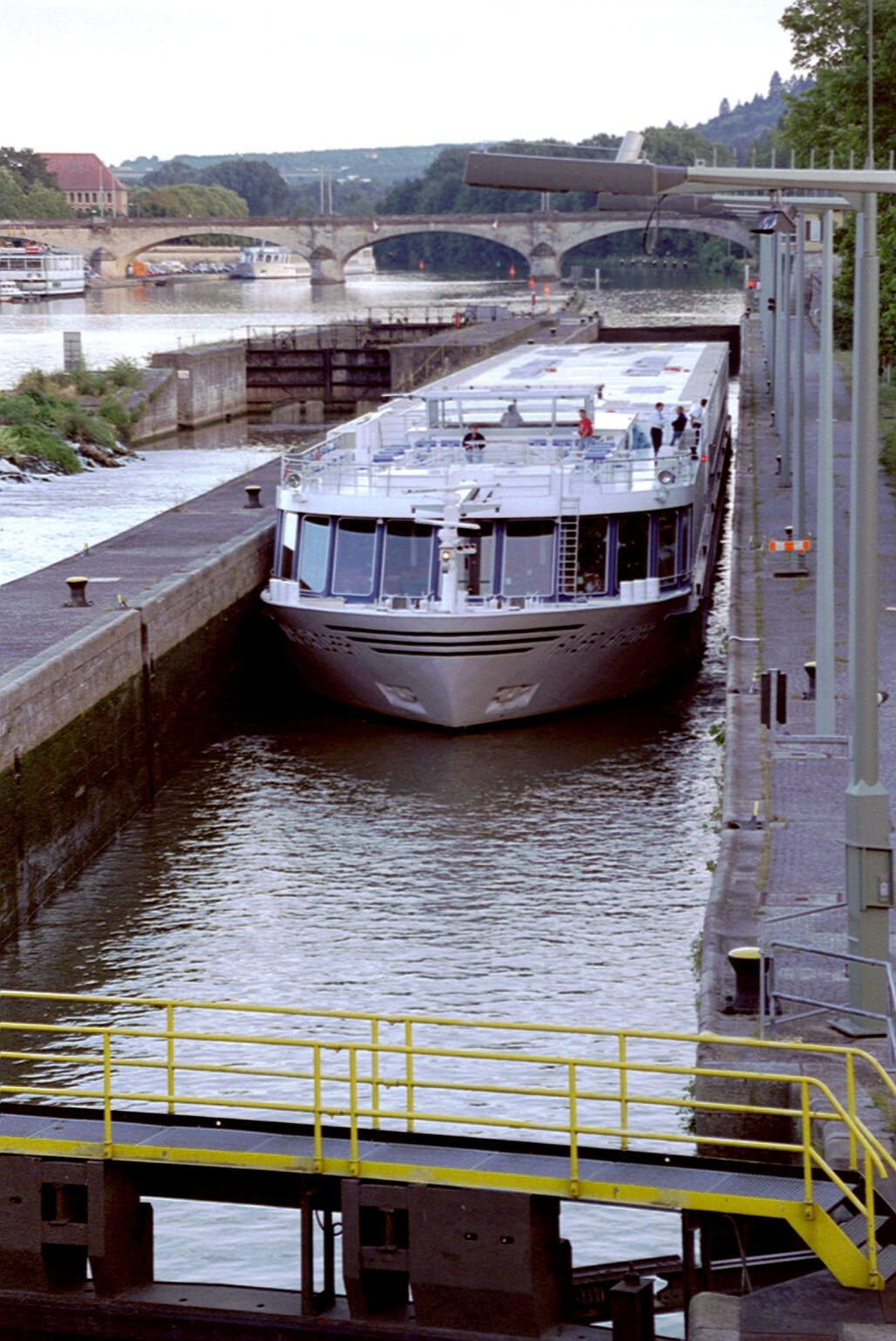
Klein- und Großschleuse

Um den beschwerlichen Weg durch den Umlaufkanal zu vermeiden und die Durchfahrt der Flöße durch das Wehr zu beschleunigen, beschloss die Königliche Baubehörde für die Schifffahrt den Bau einer Kleinschleuse am Streichwehr und eine weitere Öffnung für den Floßverkehr an der Alten Mainbrücke. In den Jahren 1891 und 1893 wurde oberhalb der Alten Mainbrücke die heute verfallene Kleinschleuse errichtet. Sie war 55 Meter lang, 10,5 Meter breit, hatte eine Tiefe von etwa einem Meter und konnte von Schiffen bis 600 Tonnen Tragkraft benutzt werden. Zum Bau der Kleinen Schleuse mussten das südliche Ende des Streichwehrs und auch die dort in den Main hineinragende Mühlenbastion abgeschnitten werden, um Platz für die Anlage zu gewinnen.

#### Großschleuse
Von 1950 bis 1954 wurde die heute noch genutzte Großschifffahrtsschleuse neben der Kleinen Schleuse erbaut. Diese Arbeiten gestalteten sich schwierig, weil die Alte Mainbrücke unter Denkmalschutz steht und mit ihren nicht allzu weiten Bögen mit 18 Metern Breite, die zudem auch recht niedrig waren, ein großes Hindernis für die großen Schiffe darstellte. Man entschied sich dafür, die Große Schleuse oberhalb der Brücke zu errichten und den unteren Einlass unmittelbar an die Brückenöffnung anzuschließen. Die Fahrrinne musste deswegen unterhalb der Brücke erheblich tiefer gelegt und mit Leitwerken versehen werden. Im oberen Bereich der Schleuse musste die Mühlenbastion teilweise abgebrochen und um 15 Meter landeinwärts gekürzt werden, um eine gefahrlose Einfahrt zu gewährleisten. Die Schleuse hat eine Länge von 300 und eine Breite von 12 Metern.

#### Trommelwehr
Für den gestiegenen Floßverkehr wurde 1891/92 im vierten Brückenbogen ein Trommelwehr errichtet. Bei diesem Trommelwehr handelt es sich um eine für die damalige Zeit gänzlich neuen Wehrverschluss. Das Trommelwehr besteht aus einer zweiflügeligen eisernen Klappe von 10,8 Meter Breite und einer ursprünglichen Gesamthöhe von 4,1 Metern. Die Klappe drehte sich um eine waagrechte Achse. Beim Aufrichten der Klappe sperrt die obere Hälfte den Wehrdurchlass und die untere Hälfte ist in einen unter der Wehrsohle befindlichen Hohlraum eingeschlossen, die Trommel genannt wird. Außerdem wurde eine neue, durch zwei je 125 Meter lange Dämme seitlich geführte Floßgasse gebaut. Durch das neue Trommelwehr konnten die Wasserschwankungen im Unterwasser und die Beeinträchtigungen der Schifffahrt stark herabgesetzt werden. Das Trommelwehr erlaubte ein rasches Öffnen und Schließen des Verschlusses. 1934/35 wurde es auf einen höheren Stau umgebaut und 1970 ebenfalls durch ein Klappenwehr (Fischbauchklappe) ersetzt.

### Mühlen
Der Betrieb der Mühlen übt einen Einfluss auf die Strömungsverhältnisse des Maines und eine Beunruhigung des Wassers im Bereich des Pegels, in erster Linie während des Niedrigwasserabflusses aus. Bei Niedrig- bis Mittelwasser läuft zu Zeiten des Mühlenbetriebes beinahe das gesamte Wasser über die Mühlen statt über das Streichwehr ab. Der Betriebszustand und die dementsprechende Steuerung des Zu- und Ablaufs des Wassers beeinflusst dies auch.

#### Untere Mainmühle

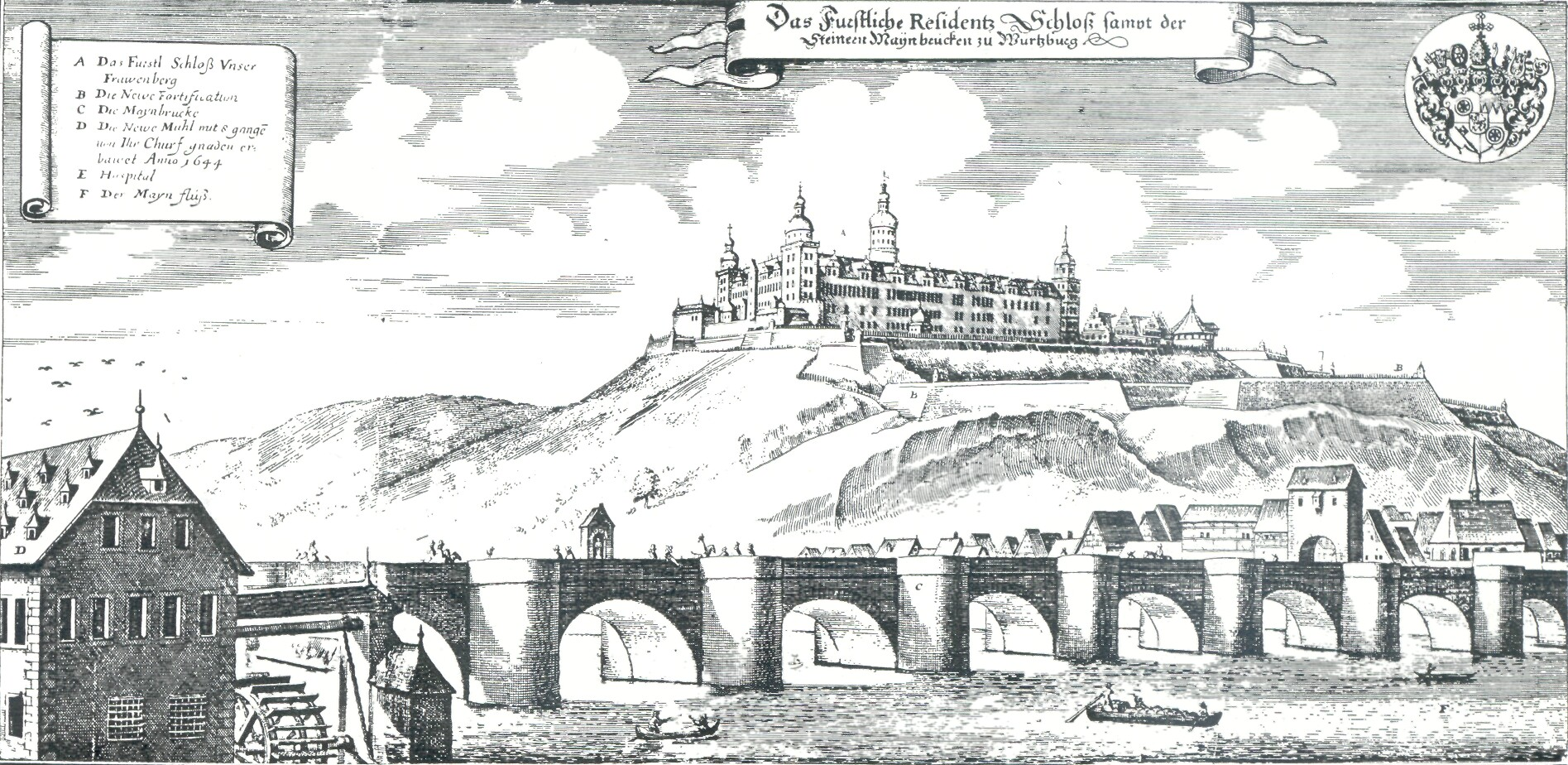
Alte Mainbrücke mit Untere Mainmühle (links) um 1648

Während des Baus des Streichwehres 1644 wurde am rechten Mainufer auch die Untere Mainmühle unterhalb der Alten Mainbrücke errichtet. Der Einlass der Mühle, der sich unter dem zweiten Brückenbogen befand, hatte ein Gerinne von 5,5 Metern Breite, das vier Räder mit je 2,2 Meter Breite und einem Durchmesser von fünf Metern antrieb. Im 19. Jahrhundert wurde eines der Mühlräder entfernt. Unterhalb der Mühle lag noch eine durch Wasserkraft betriebene Hammerschmiede mit drei Schwanzhämmern, die etwa um 1680 entstanden war. Bei der Mühle befand sich auch eine Badeanstalt mit Wellenbad.

#### Kraftwerk Untere Mainmühle

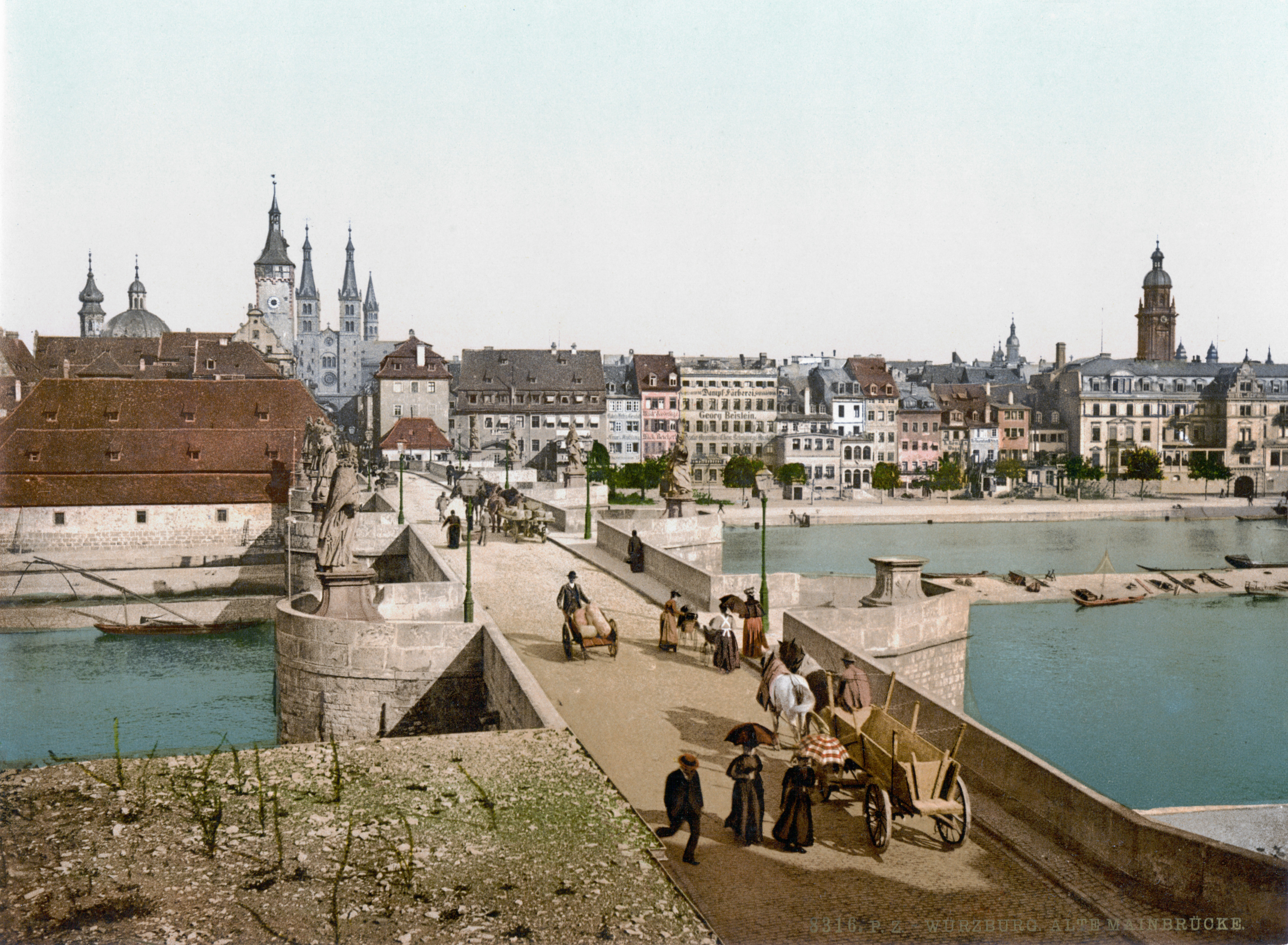
Alte Mainbrücke mit Untere Mainmühle (links) um 1900

Als 1921 die Rhein-Main-Donau-AG die Wasserrechte der Mühlen erworben hatte, wurde die Untere Mainmühle abgebrochen. An dieser Stelle wurde anschließend mit dem Bau eines neuen Kraftwerkes begonnen. Der Bau des Krafthauses war im August 1922 vollendet. Die Gebäudeflügel, die sich an die Brücke anschließen, wurden zwischen Herbst 1922 und Juli 1923 errichtet. Das Kraftwerk wurde mit zwei Francis-Turbinen ausgestattet, die Strom nach Würzburg lieferten. Bei diesen Bauarbeiten mussten die Hammerschmiede und das Wellenbad weichen.
Die Mühle unterhalb des Streichwehrs benötigte bei Mittelwasser fast das gesamte Mainwasser, das durch den Aufstau durch die Brückenöffnung zur Mühle abgeleitet wurde. Beim Betrieb des Nadelwehres mussten die Mühlenbetreiber den Betrieb einstellen, was damals zu Beschwerden und Reibereien zwischen den Beteiligten führte.
Das Kraftwerk Untere Mainmühle wurde in den Jahren 1950 bis 1952 modernisiert und erhielt neue Maschinen. In den Jahren 1987/1988 fanden umfassende Sanierungsarbeiten statt. Das Kraftwerk wurde automatisiert und mit drei leistungsstarken Kaplan-Rohrturbinen ausgestattet.

#### Obere Mainmühle
Das Streichwehr erzeugte eine ansehnliche Wasserkraft, so dass auf der linken Mainseite auch noch die Obere Mainmühle, oder Hoffmannsmühle bei der Mühlbastion betrieben werden konnte. Diese wurde unter Fürstbischof Johann Philipp von Schönborn, der auch schon die Untere Mainmühle erbaut hatte, in den Jahren 1656/1657 errichtet. Die Mühle war mit einem Druckwerk zur Wasserversorgung der Festung Marienberg und des Hofbräuhauses (damals im fürstbischöflichen Besitz) ausgestattet. Beim Luftangriff auf Würzburg am 16. März 1945 wurde sie zerstört.

#### Kanalmühle
Die Errichtung des Umgehungskanals nutzte man aus, um 1676 eine dritte Mühle, die Kanalmühle an der Burkarderstraße, zu errichten. Ermöglicht wurde dies, indem man in den Umgehungskanal oberhalb der Kanalschleuse ein Gerinne ableitete, das bis an die Burkarderstraße und dann wieder zum Unterwasser des Kanals führte. Die Mühle besaß drei große unterschlächtige Wasserräder, wobei das Wasser unterhalb der Radmitte durchfloss und die Schaufeln des Rades antrieb. Sie war ebenfalls an die Wasserversorgung der Festung und des Hofbräuhauses angeschlossen. Genutzt wurde die Mühle bis 1927. Beim Luftangriff auf Würzburg wurde sie zerstört. Die Ruinen wurden beim Bau der Großschifffahrtsschleuse beseitigt.

### Brücken
Die Pfeiler der Brücken verursachen einen gewissen Stau des Mains und beeinflussen die Strömungsverhältnisse. Nach längeren Frostperioden und anschließendem Eisabgang kommt es dort zu Aufstauungen. Bei Hochwasser kann es durch Treibholz, das sich an den Pfeilern verkeilt, ebenfalls zu einem Aufstau und Änderung der Strömungsverhältnisse kommen.

#### Alte Mainbrücke

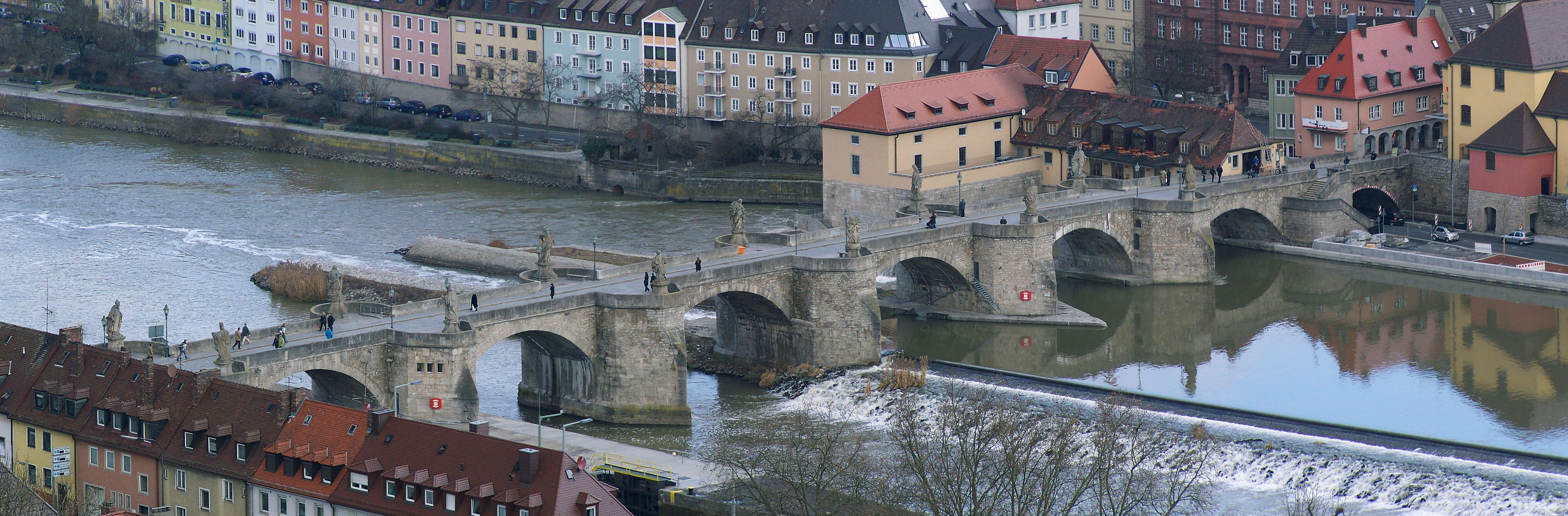
Alte Mainbrücke

Die Alte Mainbrücke ist eine der ältesten Brücken am gesamten Main. Der erste Bau geht auf das 12. Jahrhundert (1133 erstmals urkundlich erwähnt) zurück. Bei Hochwassern, beispielsweise in den Jahren 1306, 1342 und 1442, wurde die Brücke mehrmals vollständig oder teilweise zerstört. Auch das Hochwasser von 1784 führte zu Schäden an der Brücke. Der vierte und der fünfte Brückenbogen wurden am 2. April 1945 von den sich zurückziehenden deutschen Truppen gesprengt. Nach dem Zweiten Weltkrieg wurde von amerikanischen Pionieren mit Stahlträgern eine Behelfsbrücke über den zerstörten Abschnitt errichtet, um der Bevölkerung in eingeschränktem Maß wieder die Überquerung des Mains zu ermöglichen. Von April bis Juli 1950 erfolgte der Wiederaufbau der Brücke. An ihr befindet sich seit 1823 eine Hochwasserstaffel.

#### Luitpoldbrücke
Infolge des stark steigenden Verkehrs wurden im Zuge des Fortschreitens der Entfestigung in der zweiten Hälfte des 19. Jahrhunderts leistungsfähigere Brücken angelegt. Die Luitpoldbrücke, die heutige Friedensbrücke, wurde 1886 flussabwärts vom Pegel errichtet und 1888 für den Verkehr freigegeben. Sie besteht aus sieben Bögen, die von sechs Pfeilern getragen werden. Gegen Ende des Zweiten Weltkriegs wurde die Brücke zerstört und nach dem Krieg wieder aufgebaut. Durch die Trümmerteile kam es zu einem starken Aufstau des Mains, der den Pegel beeinflusste. Die Brücke wurde zur Anpassung an den Verkehr bis 1999 verbreitert und die zwei im Wasser stehenden Pfeiler mit einem Anfahrschutz vor Schiffen ummantelt. Diese Pfeiler bilden ein nicht ungefährliches Hindernis für die Schifffahrt, verursachen aber auch einen geringen Aufstau.

#### Ludwigsbrücke

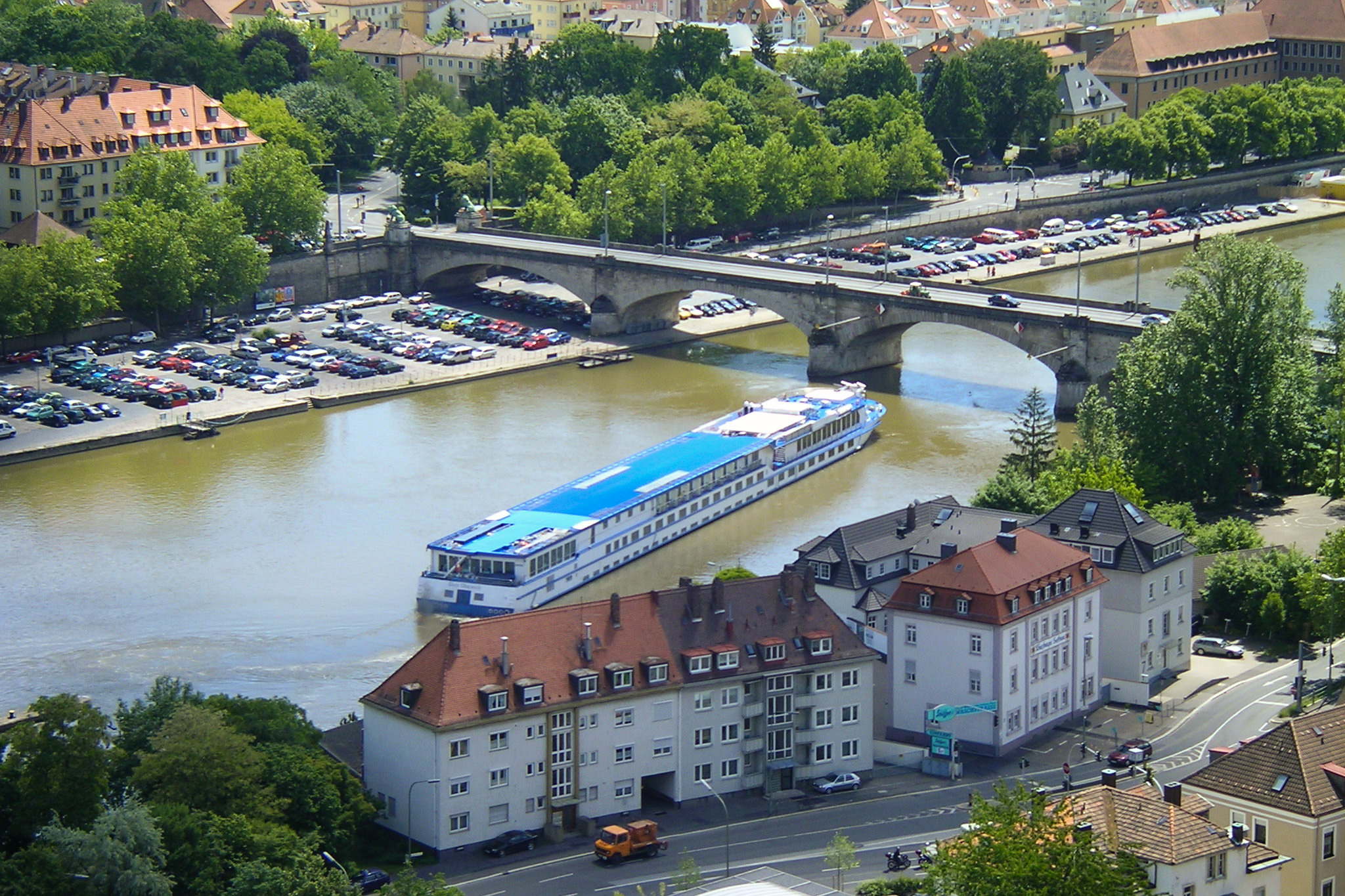
Ludwigsbrücke

Nach der Entfestigung auf der Südseite, die zögerlicher voranschritt als im Norden, wurde 1896 eine weitere Brücke gebaut. Mit der Projektierung der Ludwigsbrücke, im Volksmund wegen der vier großen Löwenstatuen an den beiden Auffahrten auch Löwenbrücke genannt, wurde im April 1885 begonnen. Die Planungen gehen auf das Jahr 1882 zurück, bedingt durch die Bauarbeiten der Ringstraße, die bis zum Main verlängert worden war. Die Brücke hat fünf Bögen mit je 36 Metern Spannweite, zwei der insgesamt vier Brückenpfeiler stehen im Main. Die Steinbrücke wurde ebenfalls gegen Ende des Zweiten Weltkriegs zerstört und später wieder völlig im früheren Zustand errichtet.

## Hochwasser
| Hochwasserjährlichkeiten | Hochwasserjährlichkeiten | Hochwasserjährlichkeiten | Hochwasserjährlichkeiten |
| Jährlichkeit             | Wert am Pegel            | Wert am Pegel            |                          |
| Jährlichkeit             | Abfluss                  | Höhe in cm               |                          |
| ------------------------ | ------------------------ | ------------------------ | ------------------------ |
| HQ 1                     | 540 m³/s                 | 387                      |                          |
| HQ 2                     | 700 m³/s                 | 450                      |                          |
| HQ 5                     | 920 m³/s                 | 526                      |                          |
| HQ 10                    | 1130 m³/s                | 586                      |                          |
| HQ 20                    | 1400 m³/s                | 650                      |                          |
| HQ 50                    | 1700 m³/s                | 708                      |                          |
| HQ 100                   | 2000 m³/s                | 767                      |                          |
| HQ 200                   | 2300 m³/s                | –                        |                          |
| HQ 300                   | 2500 m³/s                | 884                      |                          |
| HQ 500                   | 2700 m³/s                | –                        |                          |
| HQ 1000                  | 3000 m³/s                | –                        |                          |

### Hochwasserjährlichkeiten
Die Häufigkeit, mit der eine Wasserstandshöhe oder Abflussmenge am Pegel erreicht oder überschritten wird, wird als Jährlichkeit bezeichnet. Anhand dieser Werte und durch Anpassung einer Verteilfunktion können so die Höchstabflüsse (HQ) bis zu einem tausendjährlichen Hochwasser bestimmt werden. Am Pegel Würzburg wurden diese Werte aus dem Beobachtungszeitraum 1901 bis 1997 ermittelt. Die so ermittelten Jährlichkeiten lassen sich nur beim Abfluss mit den älteren Hochwasserereignissen vergleichen. Da heute durch die baulichen Änderungen im Bereich des Pegels bei gleichem Abfluss deutlich niedrigere Wasserstände erreicht werden, ist darauf zu schließen, dass bei gleicher Jährlichkeit die früheren Hochwasserereignisse höhere Wasserstände erreichten.

### Meldestufen
Der Hochwassermeldebeginn startet bei einem Pegel von 290 Zentimetern. Bei 340 Zentimetern am Pegel wird die Hochwassermarke I erreicht, bei der der Schiffsverkehr eingestellt wird. Bei einem Pegel von 400 Zentimetern wird die Hochwassermarke II erreicht. Bei einem Pegel von 510 Zentimetern wird die Hochwassermarke III und ab 600 Zentimeter die Hochwassermarke IV erreicht.
Ab einem Pegel von 300 Zentimetern tritt der Main über die Ufer. Ab einem Wasserstand von 340 Zentimetern am Pegel wird der Parkplatz an der Löwenbrücke überflutet. Bei 360 Zentimetern wird die Bahnunterführung zum Neuen Hafen überflutet. Ab einem Wasserstand von 380 Zentimetern ist der provisorische Hochwasserschutz am Mainkai notwendig. Ab 410 Zentimeter am Pegel wird der untere Ludwigkai überflutet und von einem Pegel von 475 Zentimetern an ist der Hochwasserschutz am Kranenkai erforderlich. Bei 480 Zentimetern wird der provisorische Hochwasserschutz am Mainkai bei der Durchfahrt Alte Mainbrücke überflutet und der Hochwasserschutz an der Karmelitenstraße ist erforderlich. Bei 500 Zentimetern wird die Unterführung bei der Löwenbrücke überflutet und bei 520 Zentimetern der Obere Mainkai. Ab 530 Zentimetern werden Pleichtor-, Karmeliten- und Gerberstraße geflutet. Bei einem Pegelstand von 570 Zentimetern werden die Seilerstraße, die Maingasse und die Mühlengasse und ab 590 Zentimetern die Mergentheimer Straße bei der Alten Mainbrücke überschwemmt. Ab 650 bis 670 Zentimetern wird der provisorische Hochwasserschutz, der den zentraleren Stadtbereich schützt, überflutet. Die Untere Domstraße und die Einmündung von der Augustinerstraße wird ab einem Pegelstand von 710 Zentimetern überflutet.

### Hochwasserlaufzeiten
Eine unverformte Hochwasserwelle am Main benötigt etwa eineinhalb bis zwei Tage, um von Trunstadt und dem dortigen Pegel unterhalb der Regnitz-Einmündung bis nach Würzburg zu gelangen. Von Schweinfurt bis Würzburg beträgt die Laufzeit der Welle für die 78,8 Kilometer lange Flussstrecke im Durchschnitt 21 Stunden. Diese Zeitspanne bietet der Stadt Würzburg die Möglichkeit, die Höhe des Hochwassers abzuschätzen und dementsprechend darauf zu reagieren.
Am nächsten Pegel bei Steinbach, der 51,4 Kilometer flussabwärts liegt, dauert es sieben bis acht Stunden, bis dort die Hochwasserwelle von Würzburg eintrifft. Der Pegel Würzburg umfasst die Zwischeneinzugsgebiete 969,20 km² flussabwärts bis Steinbach und 1051,70 km² flussaufwärts bis Pegel Astheim, die, je nachdem wie stark die Hochwasserwellen der mainaufwärts gelegenen Nebenflüsse ausgeprägt sind und zeitlich mit dem Mainscheitel zusammentreffen, die Hochwasserwelle beeinflussen.

### Hochwasserschutz

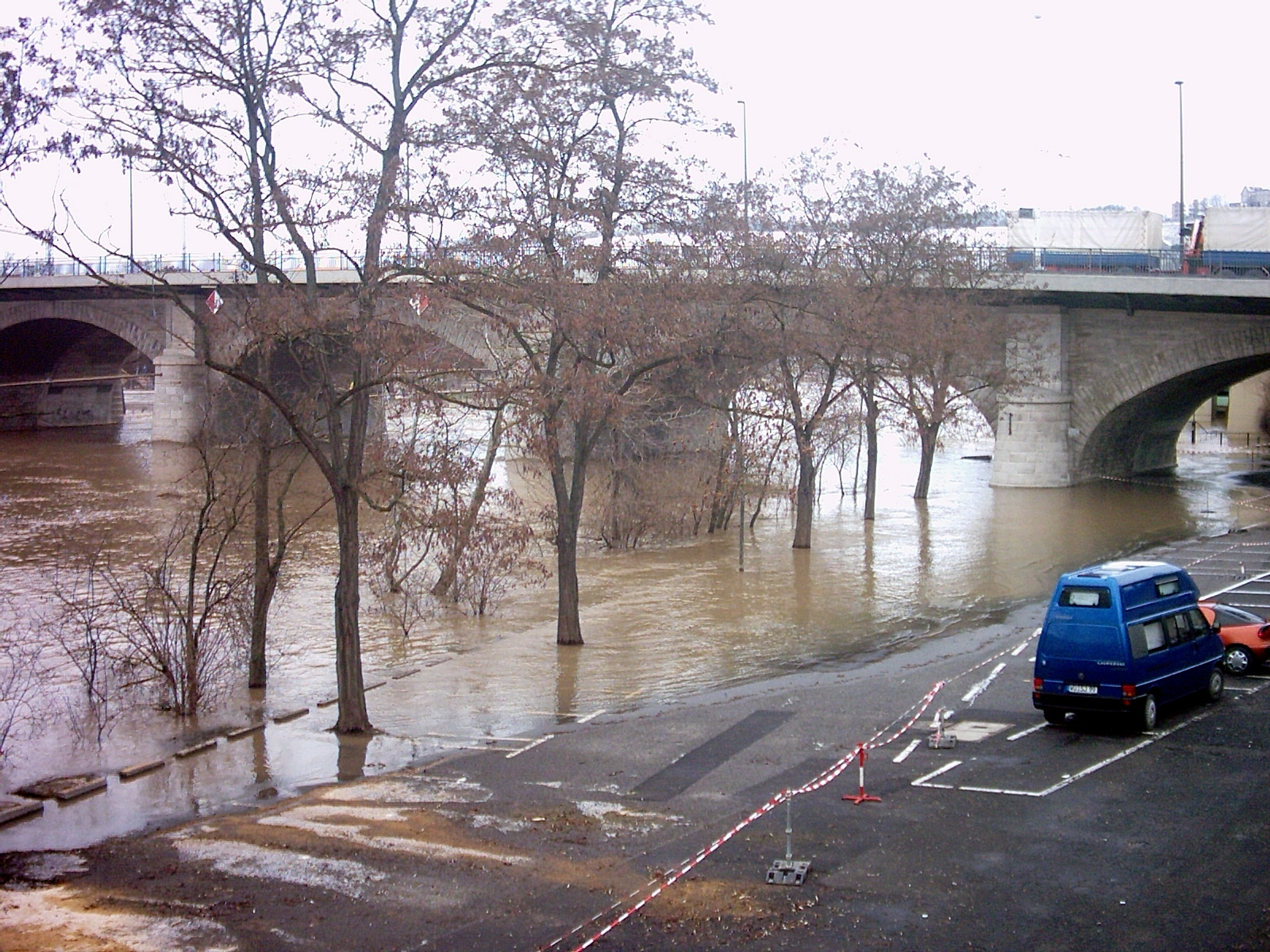
Hochwasser im Februar 2005

Die Stadt Würzburg wurde in den letzten Jahrhunderten öfters von verheerenden Hochwassern heimgesucht. Diese reichten mehrmals bis zum Rathaus, aber auch vereinzelt bis zum Dom hinauf. Das 20-jährliche Hochwasser 1970 verursachte große Schäden. Aufgrund dieses Ereignisses beantragte die Stadt Würzburg, vertreten durch das Wasserwirtschaftsamt Würzburg, beim Freistaat Bayern den Bau eines Hochwasserschutzes, um den rechtsmainischen Altstadtbereich zwischen der Friedensbrücke und der Löwenbrücke zu schützen. Die linksmainischen und die anderen Gebiete auf der rechten Mainseite liegen größtenteils höher.
Der erste provisorische Hochwasserschutz stammt aus dem Jahre 1983 und war bis zu einem Pegel von etwa 650 bis 670 Zentimetern ausgelegt. Dies entspricht etwa einem 20-jährlichen Hochwasser. Seitdem ist die Stadt bestrebt, das gefährdete Stadtgebiet mit einer Fläche von etwa 25 Hektar, in dem rund 3000 Menschen leben, gegen ein 100-jährliches Hochwasser zu schützen, was einem Pegelstand von 835 entspricht, etwa dem Hochwasser von 1845.
Die Kosten für den vollständigen Hochwasserschutz belaufen sich auf etwa 18 Millionen Euro, wobei der Freistaat Bayern 67 Prozent übernimmt. Bis zum Jahre 2008 wurde der Hochwasserschutz in Würzburg fertiggestellt.

### Eisverhältnisse

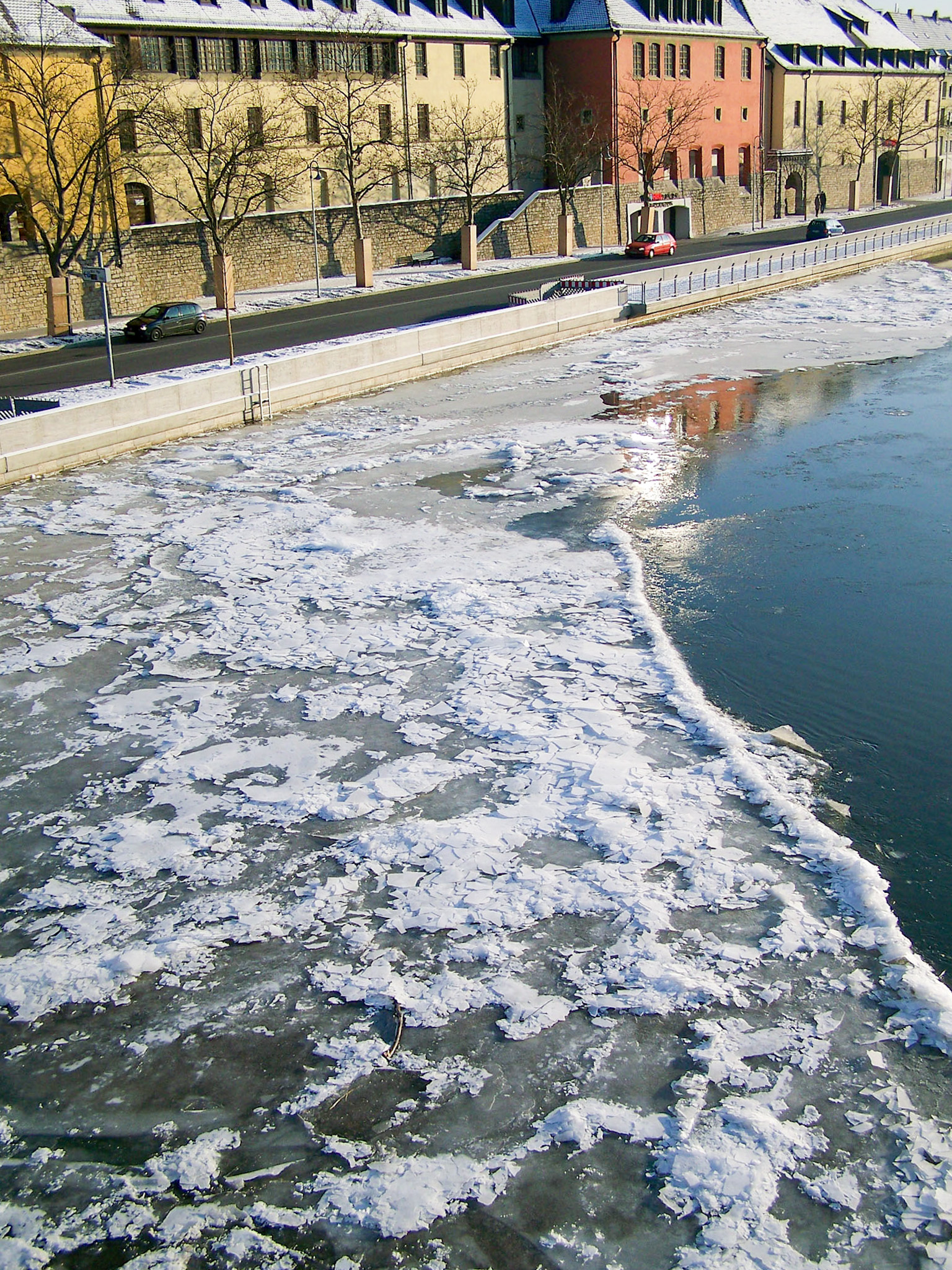
Eisschollen oberhalb der Alten Mainbrücke im Januar 2009

Der Main neigte wegen seiner geringen Wassertiefe in früherer Zeit stark zur Vereisung. Wegen der geringen Tiefe unterkühlte das Wasser rasch. Es kam, beginnend in strömungsschwachen Flussbereichen, zu umfangreichen Treibeis- und Grundeisbildungen bei anhaltendem Frost. Die abtreibenden Eismassen füllten oft die ganze Flussbreite aus, bis sie an einer Engstelle zum Stehen kamen. Der Eisstand wanderte bei weiter anhaltender Treibeiszufuhr schnell stromaufwärts. Die Vereisung führte meist auch zu einer Anhebung des Wasserstandes, dem sogenannten Eisstau. Durch geringes Anschwellen wurden in der Regel der Aufbruch und der Abgang des Eises ausgelöst. Wenn durch einen plötzlichen Frosteinbruch der Eisgang unterbrochen wurde, kam es manchmal zu Eisversetzungen mit beträchtlichem Aufstau.
Die Eisstauungen in Würzburg häuften sich durch erhebliche Eismassen nach der Errichtung der Staustufe in Erlabrunn im November 1934. Das Eis trieb aus der oberhalb der Staustufe freiliegenden Mainstrecke ab und kam im gestauten Wasser unterhalb von Würzburg zum Stehen. Die Eisschollen schoben sich dabei über- und untereinander und füllten häufig die gesamte Flussbreite aus. In den besonders strengen Wintern 1939/1940, 1940/1941 und 1946/1947 wurden auch die Wasserstände am Pegel Würzburg durch den Eisstau stark beeinflusst. Als die Staustufen oberhalb von Würzburg fertiggestellt waren und damit die Treibeiszufuhr unterbunden war, besserten sich die Verhältnisse. Die Mainstrecke Würzburg–Ochsenfurt mit drei Staustufen wurde 1954 eröffnet.
Am Main bilden sich heute während einer Frostperiode in den einzelnen Stauhaltungen oberhalb der Wehre sofort geschlossene Eisdecken. Diese Eisdecke kann schnell über die gesamte Stauhaltungslänge anwachsen. Durch die Eisdecke werden die angestauten Wassermassen in den einzelnen Haltungen vor allzu großer Unterkühlung geschützt und wirken als Wärmespeicher, so dass sich kein nennenswertes Treib- und Grundeis mehr bildet. Im gestauten Main entsteht deshalb bei gleicher Frostlage wesentlich weniger Eis als früher im ungestauten Zustand. Diese Wirkung wird noch durch die Aufheizung des Mainwassers infolge der zunehmenden Abwasser- und Warmwassereinleitungen unterstützt.

### Hochwasserereignisse

Hochwasser im Februar 1909 in der Domstraße

Die Abflussverhältnisse und die daraus resultierenden Wasserstände änderten sich im Laufe der Zeit. Durch den stetigen Ausbau des Mains steigt der Abfluss bei gleichem Wasserstand. Bei gleichem Hochwasserscheitel heute und zu Beginn der Messreihe kann heute mehr Wasser abfließen. Das Hochwasser vom 20. Januar 1841 erreichte bei einem Abfluss von 1318 m³/s einen Wasserstand am Pegel von 709 Zentimetern. Etwa 160 Jahre später und nach vielen baulichen Änderungen im und am Fluss, erreichte das Hochwasser vom 6. Januar 2003, bei einem geringfügig höheren Abfluss von 1350 m³/s, einen Pegelstand von 648 Zentimeter. Dementsprechend hat die Anzahl der hohen Wasserstände abgenommen.
Am Pegel Würzburg erreichten sechs Hochwasser (drei im 19. und drei im 20. Jahrhundert) einen Abfluss von mehr als 1500 m³/s; der Wert im 20. Jahrhundert lag aber deutlich niedriger als im Jahrhundert davor. Insgesamt 24 Fluten erreichten einen Abfluss von 1000 m³/s, wobei sich 14 im 19. und nur 9 im 20. Jahrhundert ereigneten. Insgesamt wurde seit 1823 die Siebenmetermarke zehnmal überschritten, siebenmal im 19. und dreimal im 20. Jahrhundert.
Ausführliche Angaben über historische Hochwasser in Würzburg siehe Hochwasser in Würzburg.

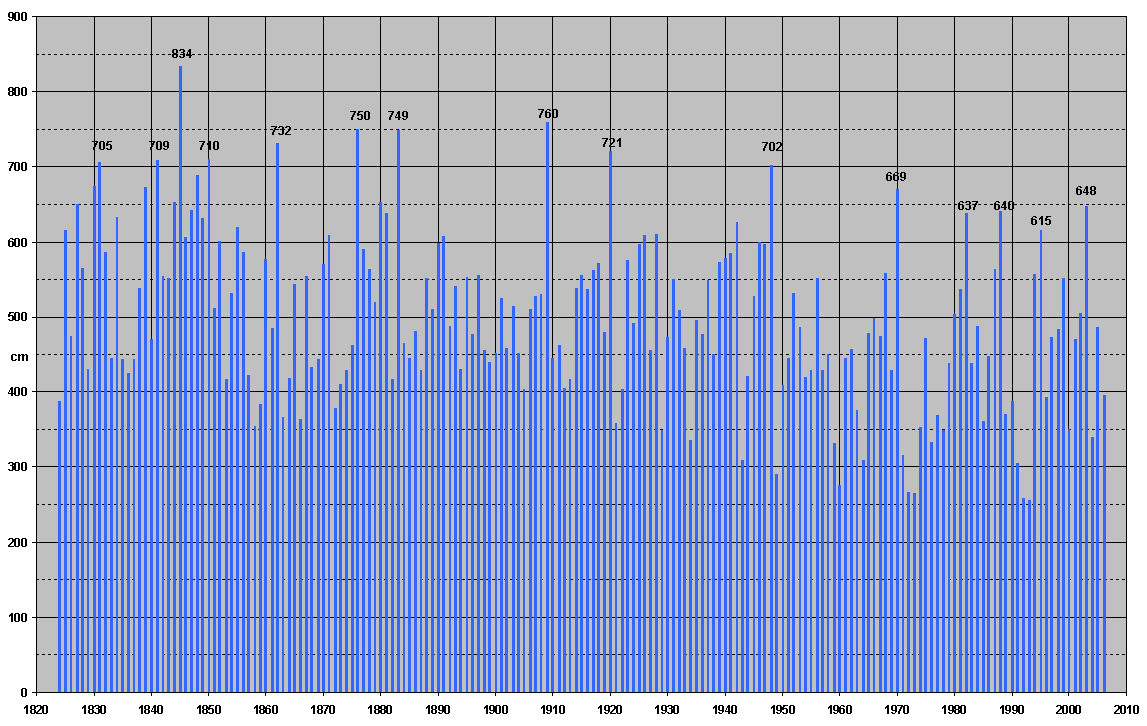
Wasserhöchststände im Abflussjahr vom 1. November bis zum 30. Oktober des nächsten Jahres.

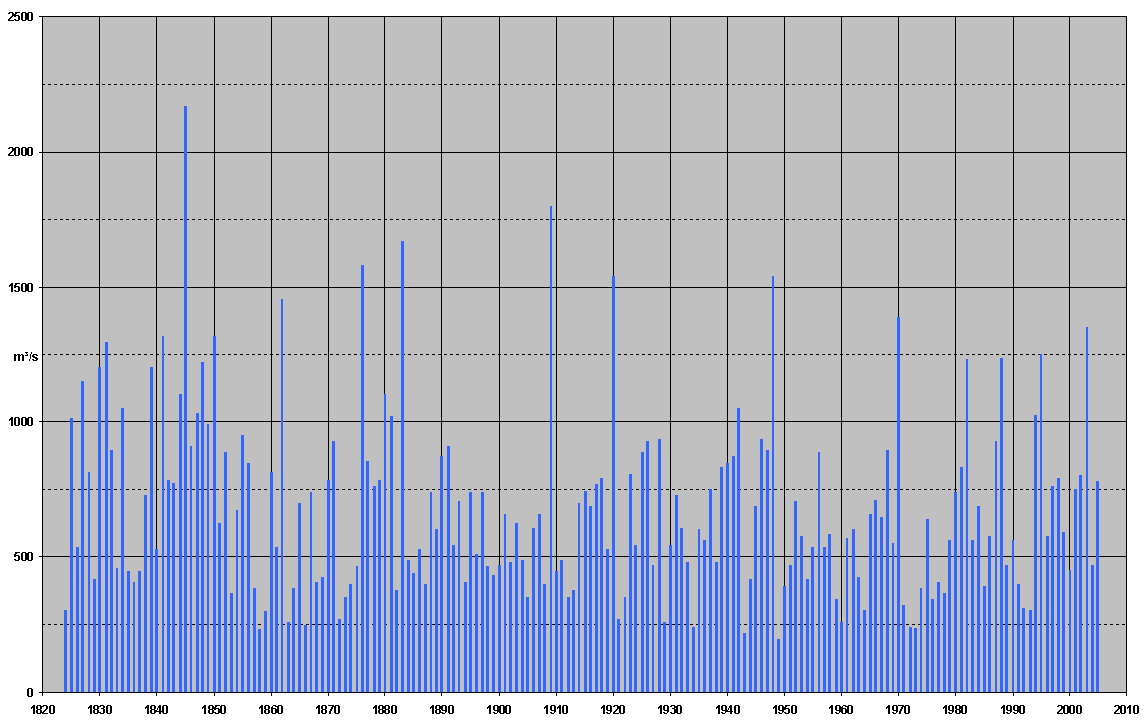
Höchste Abflüsse im Abflussjahr vom 1. November bis zum 30. Oktober des nächsten Jahres.

| Pegelstände ab einem Abfluss von 1000 m³/s | Pegelstände ab einem Abfluss von 1000 m³/s | Pegelstände ab einem Abfluss von 1000 m³/s | Pegelstände ab einem Abfluss von 1000 m³/s |
| Datum                                      | Wert am Pegel                              | Wert am Pegel                              | Wiederkehr- zeit                           |
| Datum                                      | cm                                         | m³/s                                       | Wiederkehr- zeit                           |
| ------------------------------------------ | ------------------------------------------ | ------------------------------------------ | ------------------------------------------ |
| −−.−−.1827                                 | 650                                        | 1150                                       | 10–20-jährlich                             |
| 04.01.1830                                 | 675                                        | 1200                                       | 10–20-jährlich                             |
| 06.03.1831                                 | 705                                        | 1295                                       | 10–20-jährlich                             |
| −−.−−.1834                                 | 635                                        | 1050                                       | 5–10-jährlich                              |
| −−.−−.1839                                 | 675                                        | 1200                                       | 10–20-jährlich                             |
| 20.01.1841                                 | 709                                        | 1318                                       | 10–20-jährlich                             |
| 28.02.1844                                 | 652                                        | 1100                                       | 5–10-jährlich                              |
| 30.03.1845                                 | 834                                        | 2170                                       | 100–200-jährlich                           |
| 02.06.1845                                 | 686                                        | 1200                                       | 10–20-jährlich                             |
| 10.02.1848                                 | 688                                        | 1220                                       | 10–20-jährlich                             |
| 05.02.1850                                 | 710                                        | 1320                                       | 10–20-jährlich                             |
| 02.02.1862                                 | 732                                        | 1454                                       | 20–50-jährlich                             |
| 19.02.1876                                 | 750                                        | 1580                                       | 20–50-jährlich                             |
| 04.01.1880                                 | 652                                        | 1100                                       | 5–10-jährlich                              |
| 17.12.1880                                 | 638                                        | 1040                                       | 5–10-jährlich                              |
| 09.03.1881                                 | 631                                        | 1020                                       | 5–10-jährlich                              |
| 28.11.1882                                 | 728                                        | 1460                                       | 20–50-jährlich                             |
| 29.12.1882                                 | 749                                        | 1670                                       | 20–50-jährlich                             |
| 07.02.1909                                 | 760                                        | 1800                                       | 50–100-jährlich                            |
| 16.01.1920                                 | 721                                        | 1540                                       | 20–50-jährlich                             |
| 22.03.1942                                 | 640                                        | 1050                                       | 5–10-jährlich                              |
| 31.12.1947                                 | 702                                        | 1540                                       | 20–50-jährlich                             |
| 25.02.1970                                 | 669                                        | 1390                                       | 10–20-jährlich                             |
| 07.01.1982                                 | 637                                        | 1230                                       | 10–20-jährlich                             |
| 29.03.1988                                 | 640                                        | 1235                                       | 10–20-jährlich                             |
| 29.01.1995                                 | 615                                        | 1250                                       | 10–20-jährlich                             |
| 06.01.2003                                 | 648                                        | 1350                                       | 10–20-jährlich                             |
| 17.01.2011                                 | 642                                        | 1368                                       | 10–20-jährlich                             |

### Historische Hochwasser
Anhand der Aufzeichnungen von Historikern aus den früheren Jahrhunderten, die den Hochwasserablauf, die Eisverhältnisse und die verursachten Schäden schildern, und der an Gebäuden am Main angebrachten Hochwassermarkierungen konnten einige der höchsten Wasserstände der letzten etwa 700 Jahre festgestellt werden.
Das höchste Hochwasser am Main und in Würzburg war das von 1342, auch Magdalenenhochwasser genannt. Auf den Pegel bezogen, hatte dieses Hochwasser einen Stand von 950 bis 1030 Zentimetern bei einem Abfluss von 3050 bis 3600 m³/s. Dieses Ereignis wird als ein mehr als tausendjährliches Hochwasser bezeichnet. In der jüngeren Zeit ereignete sich am 29. Februar 1784 ein extremes Hochwasser, mit einem Pegelstand von 928 cm, bei einem Abfluss von 2600 m³/s. Dieses Ereignis wird als etwa 500-jährliches Hochwasser eingestuft.
Bedingt durch die baulichen Änderungen im Bereich des Pegels basieren die historischen Jährlichkeitsangaben nur auf dem Abfluss, da die damaligen Pegelstände deutlich höher waren als heute und so zu verfälschten Jährlichkeiten führen würden.

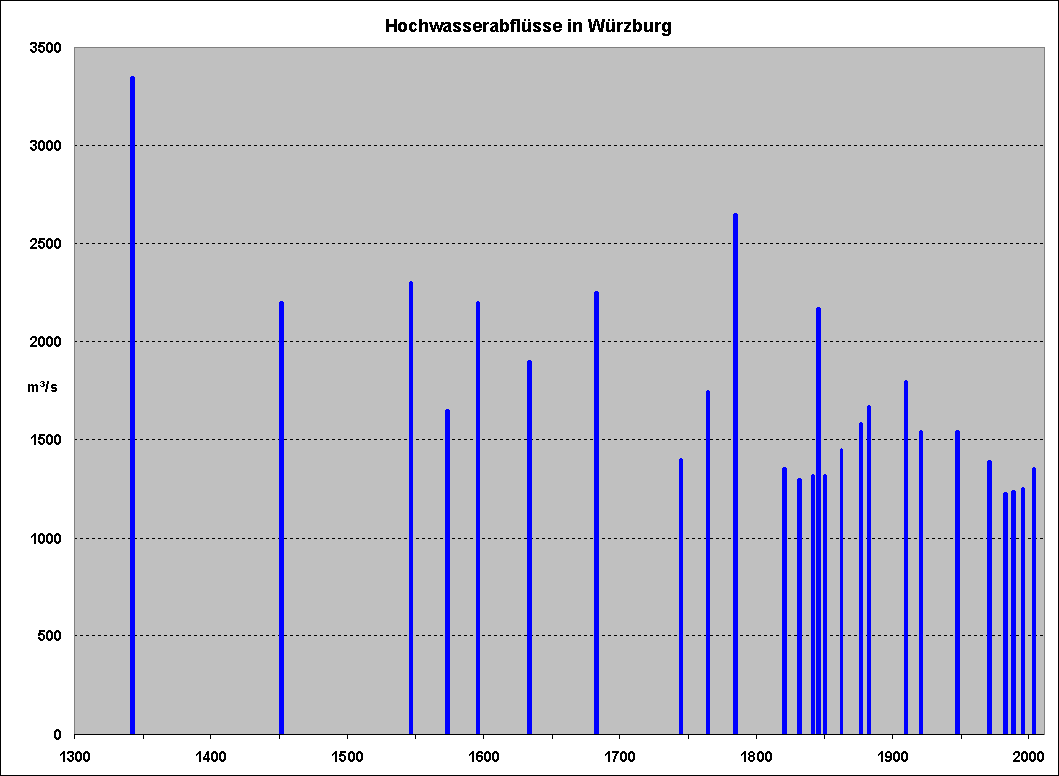
Hochwasserabflüsse

| 21.07.1342 | 1000 | 3350 | >1000-jährlich   |
| 24.02.1451 | 840  | 2200 | 100–200-jährlich |
| 24.01.1546 | 860  | 2300 | 200-jährlich     |
| 16.05.1573 | 760  | 1650 | 20–50-jährlich   |
| −−.03.1595 | 840  | 2200 | 100–200-jährlich |
| 25.01.1633 | 790  | 1900 | 50–100-jährlich  |
| 27.01.1682 | 863  | 2250 | 100–200-jährlich |
| 05.03.1744 | 720  | 1400 | 20-jährlich      |
| 01.01.1764 | 805  | 1750 | 50–100-jährlich  |
| 29.02.1784 | 928  | 2600 | 300–500-jährlich |
| 21.01.1820 | 720  | 1350 | 10–20-jährlich   |